# VW Polo II
Der Polo 86C (oder Polo II) ist ein Fahrzeugmodell von Volkswagen, das von September 1981 bis Juli 1994 in den Werken Wolfsburg, Mosel und Pamplona (Spanien) insgesamt rund 1,7 Mio. Mal gefertigt wurde. Es gab ihn nur dreitürig mit Steil- oder Schrägheck (Coupé), mit Vier- oder Fünfgang-Handschaltung, Frontantrieb und vorne quer eingebautem Motor. Zur Wahl standen Ottomotoren von 29 kW (40 PS) bis 85 kW (115 PS) oder Dieselmotoren mit 33 kW (45 PS) und 35 kW (48 PS). Charakteristisch für den Polo II sind vor allem die vorderen Dreieckfenster, die nicht (wie nach einer Überarbeitung am Golf II im Sommer 1987) wegfielen.
Die Polo-Modelle der zweiten Generation haben sich als günstige und robuste Kleinwagen vor allem bei Fahranfängern und Minimalisten einen Namen gemacht. Die Sicherheitsausstattung war gegen Ende der Bauzeit nicht mehr zeitgemäß und auch die Komfortausstattung war meist sparsam gehalten.

## Modellgeschichte

### Allgemeines
Im September 1981 stellt Volkswagen die zweite Generation des Polo vor. Bei vergleichbaren Grundabmessungen erhält der Polo II eine komplett neue Karosserie, die gegenüber dem grazilen Vorgänger deutlich stämmiger wirkt und mit seinem unkonventionellen Steilheck mehr Kopffreiheit im Fond bietet. Das Komfortmaß ist mit 180 Zentimetern fast gleich geblieben, in den Pressetexten wird mit zwölf Millimetern mehr Raumlänge geworben. Das Kofferraumvolumen bleibt fast unverändert. Der cw-Wert ist mit 0,39 besser als bei den Wettbewerbern seiner Klasse.
Ein neuer 55-PS-Motor ersetzt 1983 den 60 PS starken Vorgänger sowie den 1,1-Liter-Motor mit 40 PS. Eine geteilte Rücksitzlehne ist beim GL Serie, für andere Modelle gegen Aufpreis erhältlich.
Der Polo 86C wurde insgesamt 13 Jahre lang gebaut – fast so lange wie der Vorgänger 86 und der Nachfolger 6N zusammen. Dabei durchlief der Polo außer der großen Modellpflege im Oktober 1990 mehrere kleine „Liftings“. Fahrzeuge für den außerdeutschen Markt tragen zumeist die Typenbezeichnung 86C, die sie auch beim Reimport nach Deutschland behielten.
Die ersten Polos hatten zum Teil dünne teilverchromte Kunststoffleisten relativ weit oben über die gesamte Länge des Fahrzeugs. Später waren es nur noch Kunststoffstoßleisten zwischen den Radhäusern auf Höhe der Stoßfänger. Zu den ersten Polos gehören auch die großen Lenkräder mit knochigem dünnen Lenkradkranz. Im Laufe der Zeit bekamen alle Polos kleinere, dick umschäumte Lenkräder. Auch die Rückfahrscheinwerfer wurden verändert: Die ersten Modelle hatten nur eine kleine Leuchtfläche mit rotem Rahmen, während später ein komplett weißes Streuglas eingeführt wurde.

### 1981–1990: Polo 86C
Im September 1981 stellte VW den Nachfolger der ersten Polo-Generation auf der IAA vor, der zunächst nur mit Steilheck erhältlich war. Mit einem für diese Klasse großzügigen Kofferraum, der durch Umlegen der Rückbank vergrößert werden kann, lassen sich selbst Güter von der Größe einer Waschmaschine transportieren. Das erste Fahrzeug verließ am 17. September 1981 das Wolfsburger Werk.
Zu Anfang gab es den Polo in den Ausstattungsversionen C, CL und GL mit folgenden Motorisierungen:
- 1,05 l – 29 kW (40 PS)
- 1,1 l – 37 kW (50 PS)
- 1,3 l – 44 kW (60 PS)
- Formel E mit höherer Verdichtung, Heckabrisskante und Wirtschaftlichkeitsanzeige auf Basis des 37 kW (50-PS)-Motors

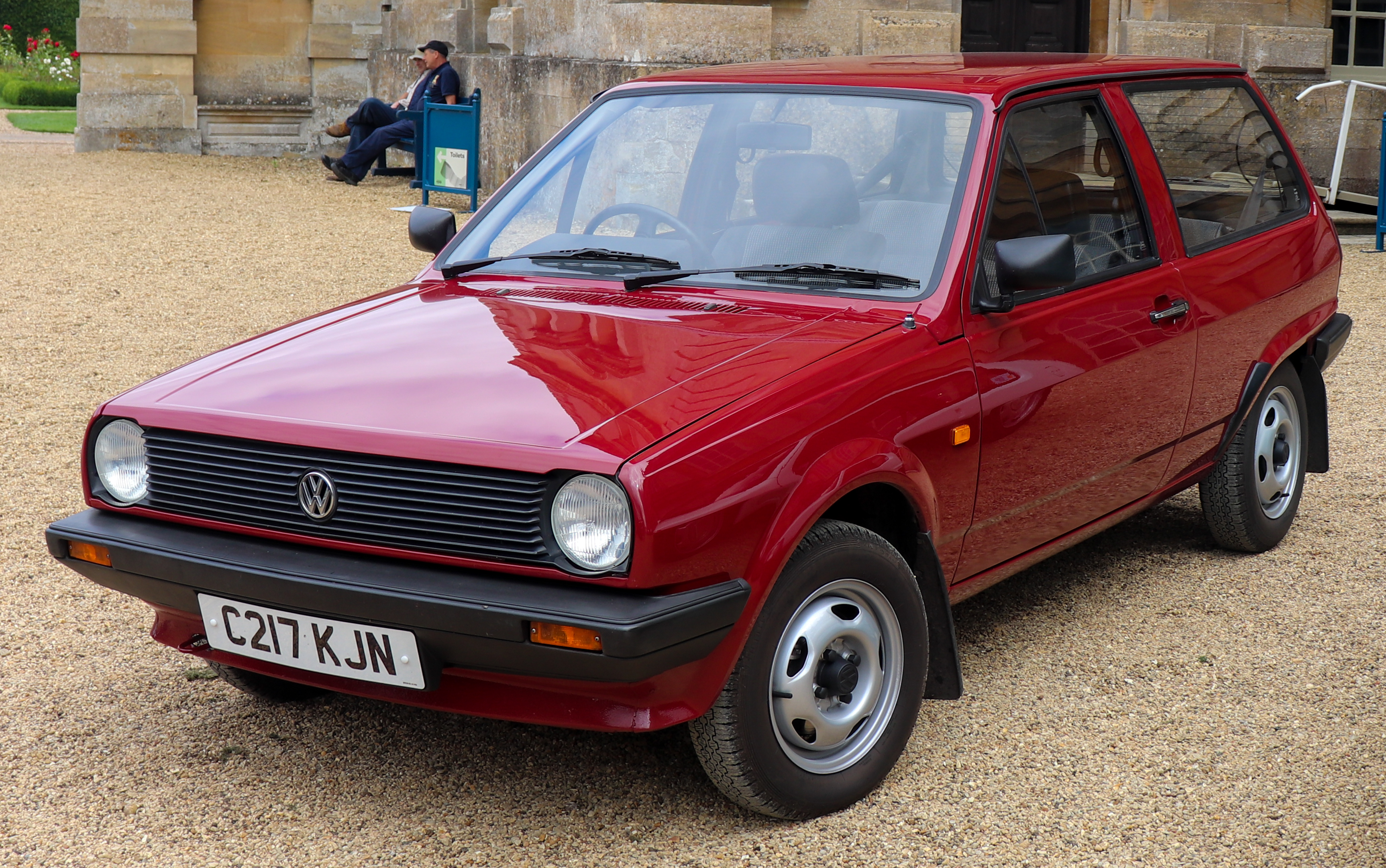
VW Polo C Formel E
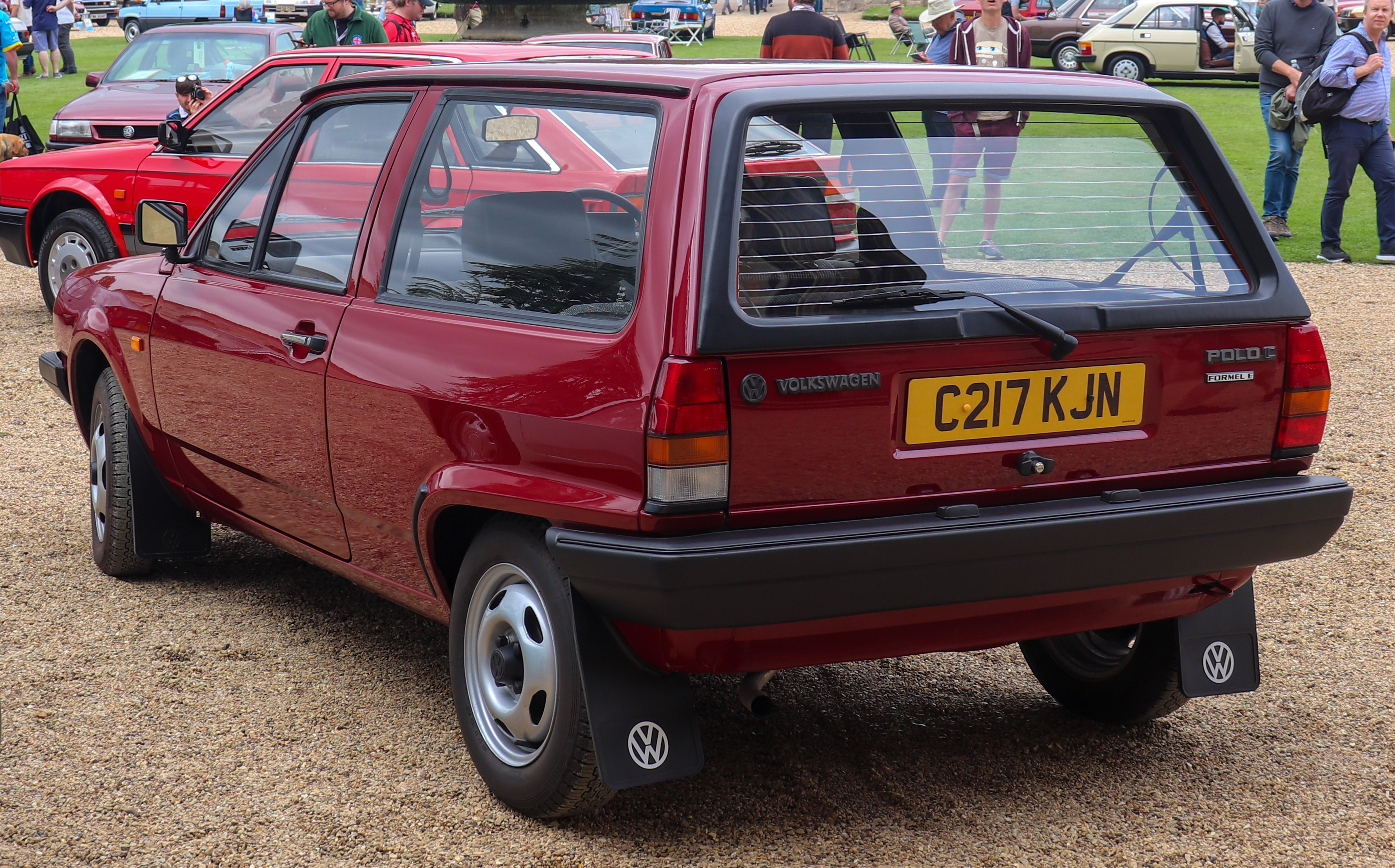
VW Polo C Formel E, Heckansicht
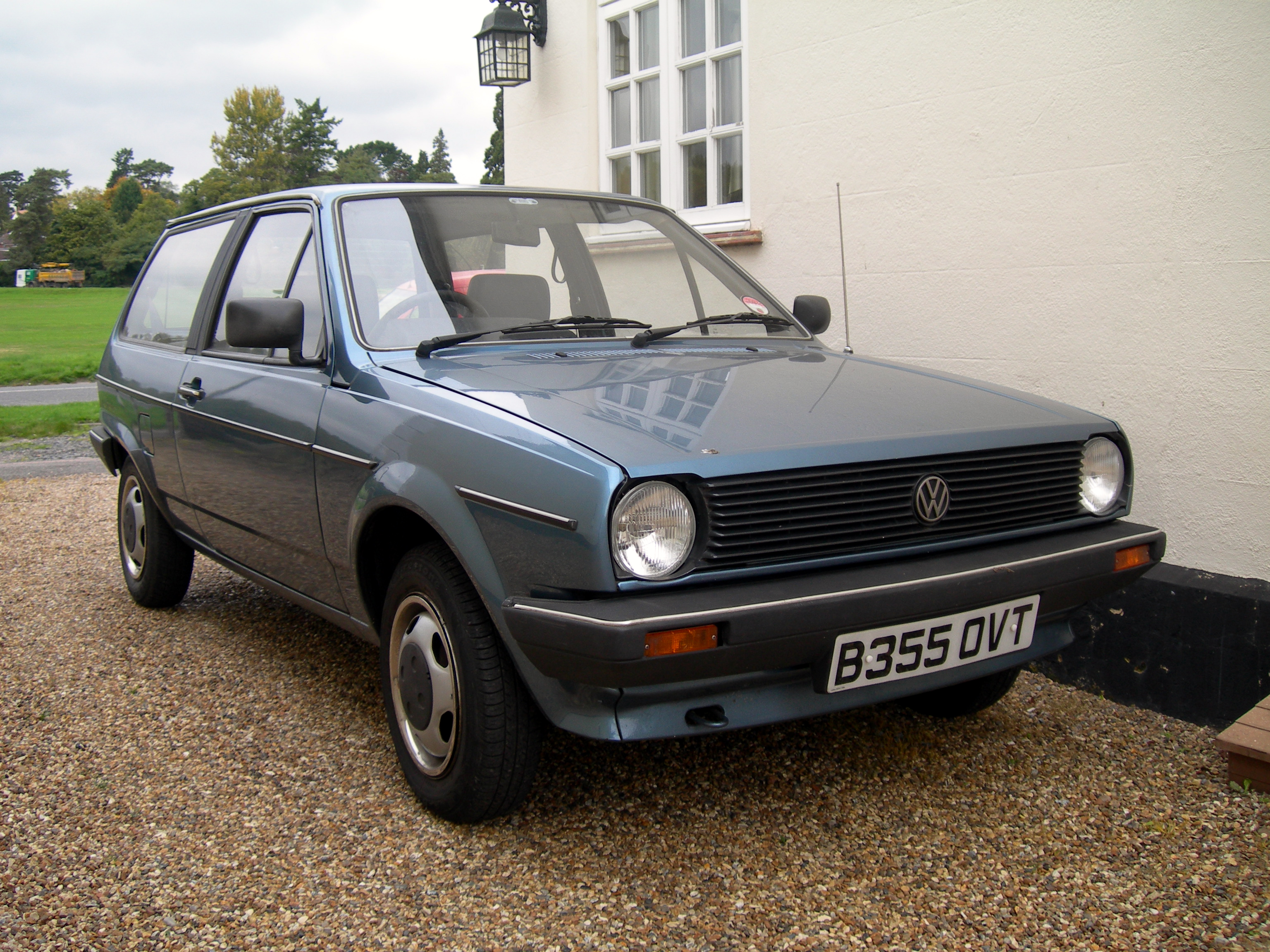
Volkswagen Polo GL
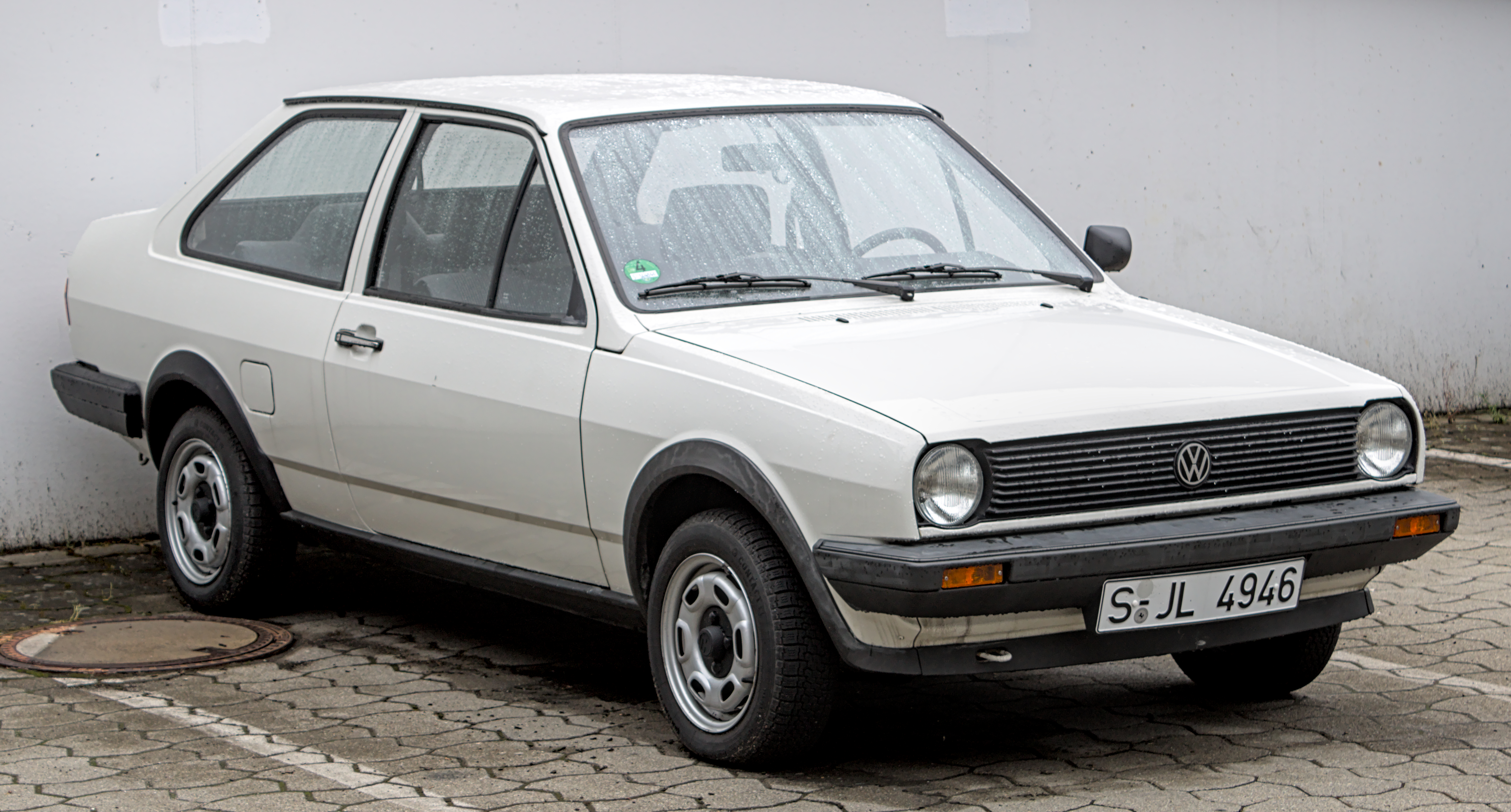
VW Polo Classic
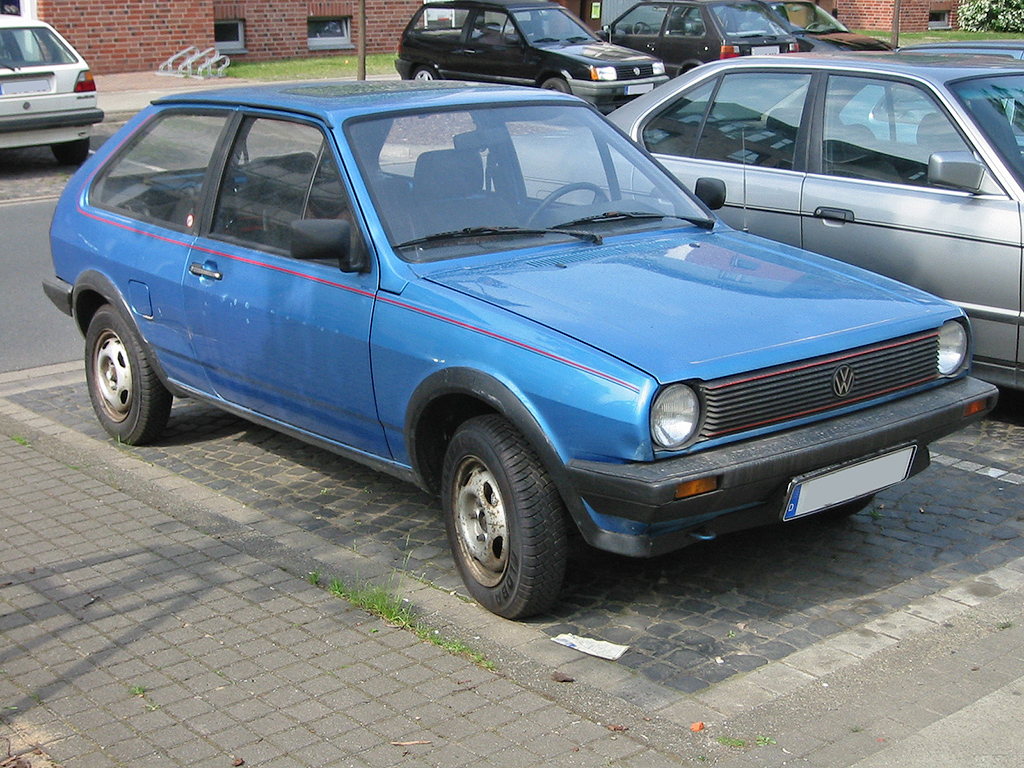
VW Polo Coupé
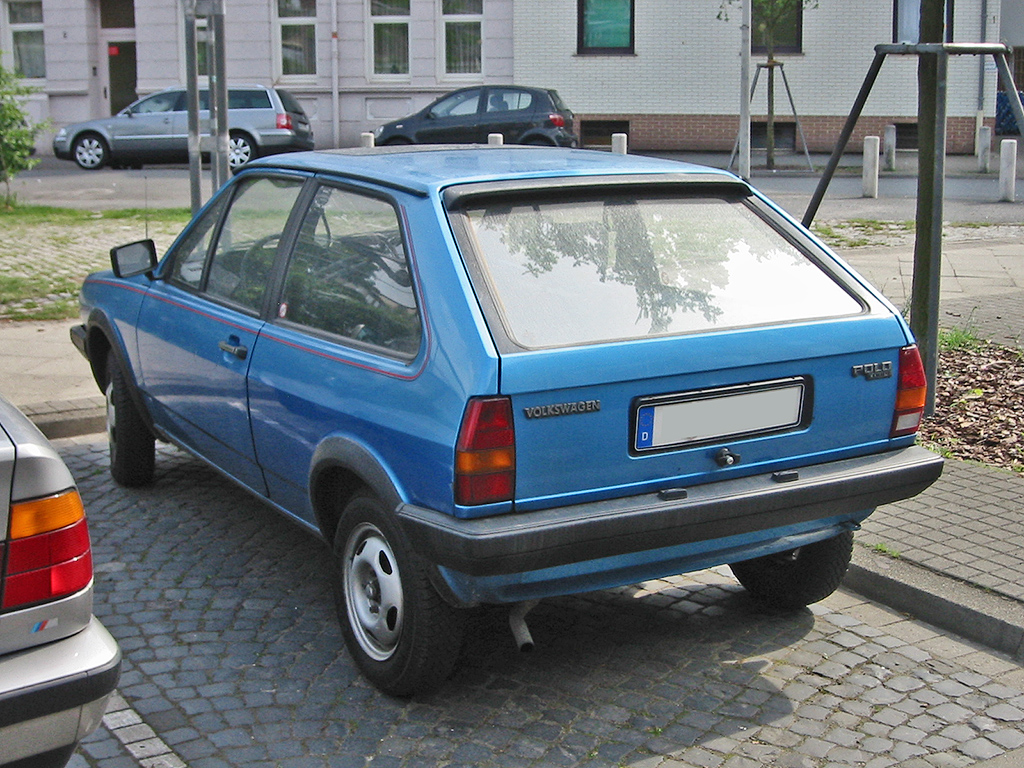
VW Polo Coupé, Heckansicht

#### Modellpflege
Im Februar 1982 folgte die Neuauflage der Stufenheckvariante Derby. Die Schrägheckvariante Polo Coupé folgte im August 1982 und war von Anfang an eher auf Sportlichkeit ausgelegt. Deshalb war der neu entwickelte 1,3-l-55-kW-Motor (75 PS) vorerst auch nur für das Coupé in der neuen Ausstattungsvariante GT erhältlich, außerdem gab es das Coupé auch als CL und GL. Auch heute noch ist das Coupé die beliebteste Karosserievariante aller Polos.
Im August 1983 ersetzte ein neuer 1,3-Liter-Motor (VW EA111) mit 40 kW (54 PS) die bisherigen Motoren mit 37 (50) und 44 kW (60 PS).
Im März 1984 begann die Produktion des Polos im Seat-Werk Pamplona (Spanien), das später von der Volkswagen AG erworben wurde. Im August 1984 fiel die gehobene GL-Version weg. Im Gegenzug wurde die CL-Ausstattung aufgewertet. Das Polo Coupé war von nun an auch mit dem 29-kW-Motor (40 PS) erhältlich und die GT-Ausstattung war ab sofort auch mit dem 44-kW-Motor (60 PS) verfügbar. Gleichzeitig führte Volkswagen die neuen Autoradio-Generationen alpha, beta und gamma ein.
Im Januar 1985 wurde der Derby in Polo Stufenheck umbenannt. Gleichzeitig bekam er runde Scheinwerfer.
Ab August 1985 konnte man den Stadtlieferwagen mit Lkw-Zulassung bestellen. Dafür erhielt man einen Steilheck ohne Rückbank, dafür mit unverglasten Seitenwänden, Laderaumverkleidungen und Trenngitter hinter den Vordersitzen. Vor allem kleine Handwerksbetriebe oder Einzelhändler sollten damit angesprochen werden. Außerdem konnte man ab sofort das Coupé auch in der C-Ausstattung bestellen.
Im selben Monat wurde der 1,05-l-29-kW-Motor (40 PS) durch einen neuen 1,05-l-33-kW-Motor (45 PS) ersetzt. Außerdem wurde als Topmodell das Coupé als GT G40 vorgestellt.
Im Juli 1986 führte VW einen 1,3-l-Dieselmotor mit 33 kW (45 PS) für den Polo ein. Einen Monat später, im August 1986, entfiel die Ausstattungsvariante C.
Ab August 1987 beschränkte man sich für den Polo auf drei Ausstattungsvarianten – Fox, CL und GT. Die CL-Variante wurde etwas abgespeckt, der GT wurde etwas aufgewertet. Der Fox wurde als neues Basismodell aus einem ehemaligen Sondermodell heraus geschaffen. Der 1,3-l-55-kW-Motor (75 PS) war nun auch für das Steilheck erhältlich.
Der Polo Stufenheck und der Stadtlieferwagen waren ab August 1988 nicht mehr für den deutschen Markt erhältlich. Dafür erhielten die 33- (45-) und 40 kW- (55-PS)-Motoren einen Katalysator, den es für den 55 kW- (75-PS)-Motor erst ab Oktober 1989 gab.
Im August 1989 wertete VW alle Modellvarianten auf.
Als letzte Änderung des Modellprogramms vor dem großen Facelift war ab April 1990 ein elektrisches Faltschiebedach als Sonderausstattung lieferbar. Vom 21. Mai 1990 an wurde der Polo auch in Mosel montiert: Zunächst vom IFA-Kombinat PKW, in der damals noch bestehenden DDR. Ab August 1990 wurde ein neuer 1,4-l-35-kW-Dieselmotor (48 PS) verbaut.
Mit dem Polo 86C wurde von 1983 bis 1989 ein Markenpokal im Motorsport unter dem Namen „Internationaler Wintershall VW Polo Cup“ als Nachfolger des Golf-GTI-Cups ausgetragen. In den Jahren 1983 bis 1985 gingen Polo Coupés mit 1,3-l-Motoren an den Start, die dank eines Solex-Doppelvergasers 65 kW (88 PS) leisteten. Von 1986 bis 1989 gab es den G40-Motor mit 82 kW (115 PS) (Motorkennbuchstabe MM) und geregeltem Katalysator, der die 750 kg schweren Coupés in 8,4 Sekunden von 0 auf 100 km/h beschleunigte. Charakteristisch für die Cup-Polos waren die 13 Zoll großen Leichtmetallräder im Design des VW-Logos.

### 1990–1994: Polo 86C „2F“
Im Oktober 1990 erfolgte eine umfassende Modellpflege des Polos. Im Innenraum fand ein neues Armaturenbrett mit mehr Ablagen, höher gelegtem Radioschacht, Drehreglern für Heizung und Lüftung und neu gestalteten Instrumenten Platz. Außerdem wurden mit der Modellpflege neue Lenkräder, vollverkleidete Türen und hintere Seitenwände, neue Lenkstockhebel und erstmals zwei vordere Lautsprecherschächte eingebaut.
Außen wurde der Polo ebenfalls überarbeitet. Die Stoßfänger wurden großflächiger gestaltet, um sie für kleine Beschädigungen unempfindlicher zu machen. Der Vorderwagen und die Heckpartie wurden neu gestaltet, was eine Änderung der Seitenteile im Anschlussbereich an das Wagenheck bedingte. Größere eckige Scheinwerfer sorgen für eine bis zu 50 % höhere Fahrbahnausleuchtung und größere Rückleuchten für mehr aktive Sicherheit. Die Frontblinker wurden mit dem 86C „2F“ neben den Scheinwerfern montiert, sodass sie auch von der Seite erkennbar wurden. Der cw-Wert des Polo 86C konnte 1990 um 10 % verbessert werden. Dazu wurde die Heckscheibe bei Steilheck und Coupé bündig verklebt und der Vorderwagen wurde abgerundet. Daher wird er sehr oft als Polo 2F (Facelift) bezeichnet. 
Den überarbeiteten Polo gab es wieder als Stadtlieferwagen (Typbezeichnung 86CF), jedoch in Deutschland und Österreich nicht mit Stufenheck. In Deutschland hatte nur die Deutsche Telekom Polo Coupés mit Lkw-Zulassung. Der Telekom-Polo hatte keine zugeschweißten Seitenscheiben, eine andere Ladefläche als das Steilheck, und die Trennwand ging nicht nur bis auf Kopfstützenhöhe, sondern schloss mit dem Dachhimmel ab.
Die Einführung des Polo-86C-Nachfolgers, der Polo 6N (oder der echte Polo 3) war von VW schon früher als 1994 geplant, aufgrund des enormen Erfolges des Polo 2F wurden die Pläne aber mehrfach verschoben. Besonders diverse Sondermodelle wie beispielsweise der Polo „Genesis“ mit einer besonders sportlichen Sonderausstattung ab Werk und Sonderfarben im Innenraum sorgten für hohe Verkaufszahlen. Weitere attraktive Sondermodelle waren unter anderem Polo Boulevard, Universal, Style, Scot und GT Extra.
Am 12. September 1991 wurde in Mosel die Montage des Polos wieder eingestellt. Seit Mai 1990 wurden insgesamt 17.978 Polos in Mosel hergestellt.
Im August 1991 wurden die Ausstattungsvarianten Fox, CL, GT & G40 aufgewertet.
Alle Polos erhielten in den Türen Versteifungen zum Schutz vor Seitenaufprall und außerdem automatische Dreipunktgurte auf den äußeren Rücksitzplätzen sowie seitliche Blinkleuchten.
Weitere Ausstattungsverbesserungen waren:
Feste Gepäckraumabdeckung und Beifahrersonnenblenden mit Make-up-Spiegel für den Polo Fox, innenverstellbare Außenspiegel für Fox und CL, seitliche Gepäckraumverkleidung und Dreispeichenlenkrad für CL. Ab CL-Ausstattung gab es eine Halterung für Verbandkasten und Warndreieck; im GT ist der Fahrersitz höhenverstellbar. Im Polo G40 sind Nebelscheinwerfer, weiße Blinkleuchten vorn und teilweise abgedunkelte Heckleuchten serienmäßig eingebaut, außerdem erhielt das Modell einen Lederbezug an Lenkrad und Schalthebel. Das elektrische Faltschiebedach wurde mit Modelljahr 1992 (ab August 1991) aus dem Modellprogramm genommen.

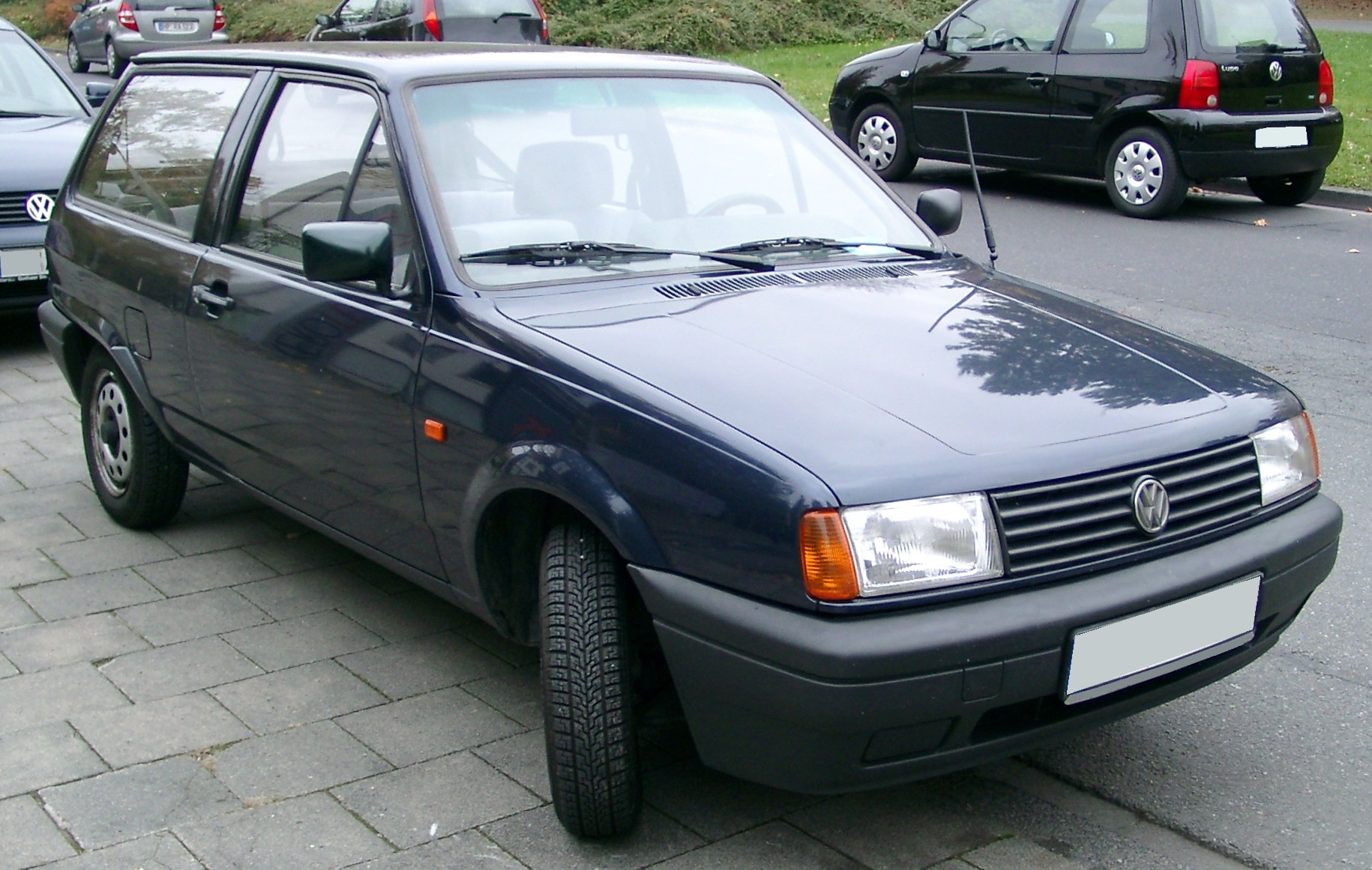
VW Polo Steilheck, hier in der Basisversion Fox (1990–1994)
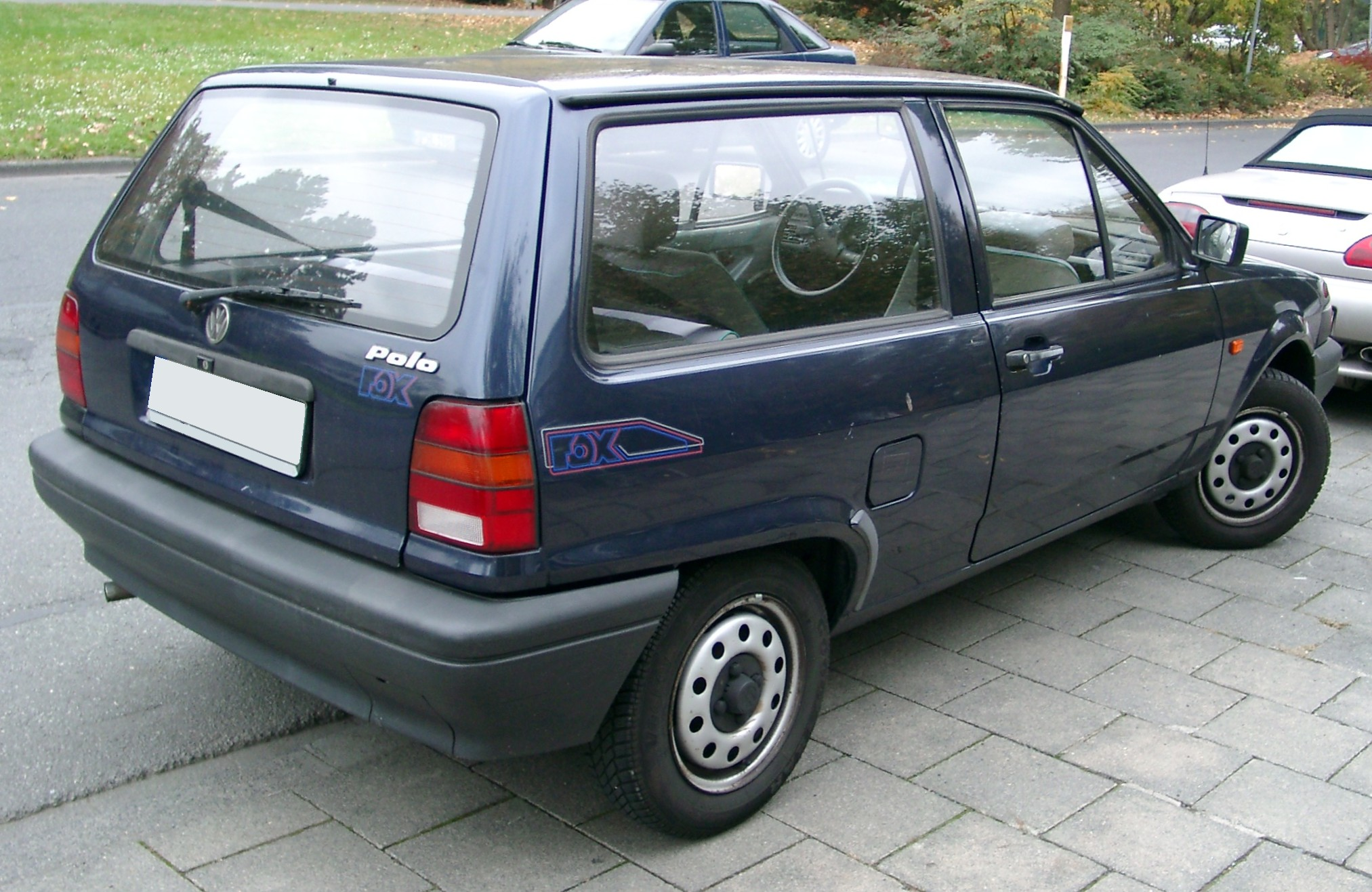
Heckansicht
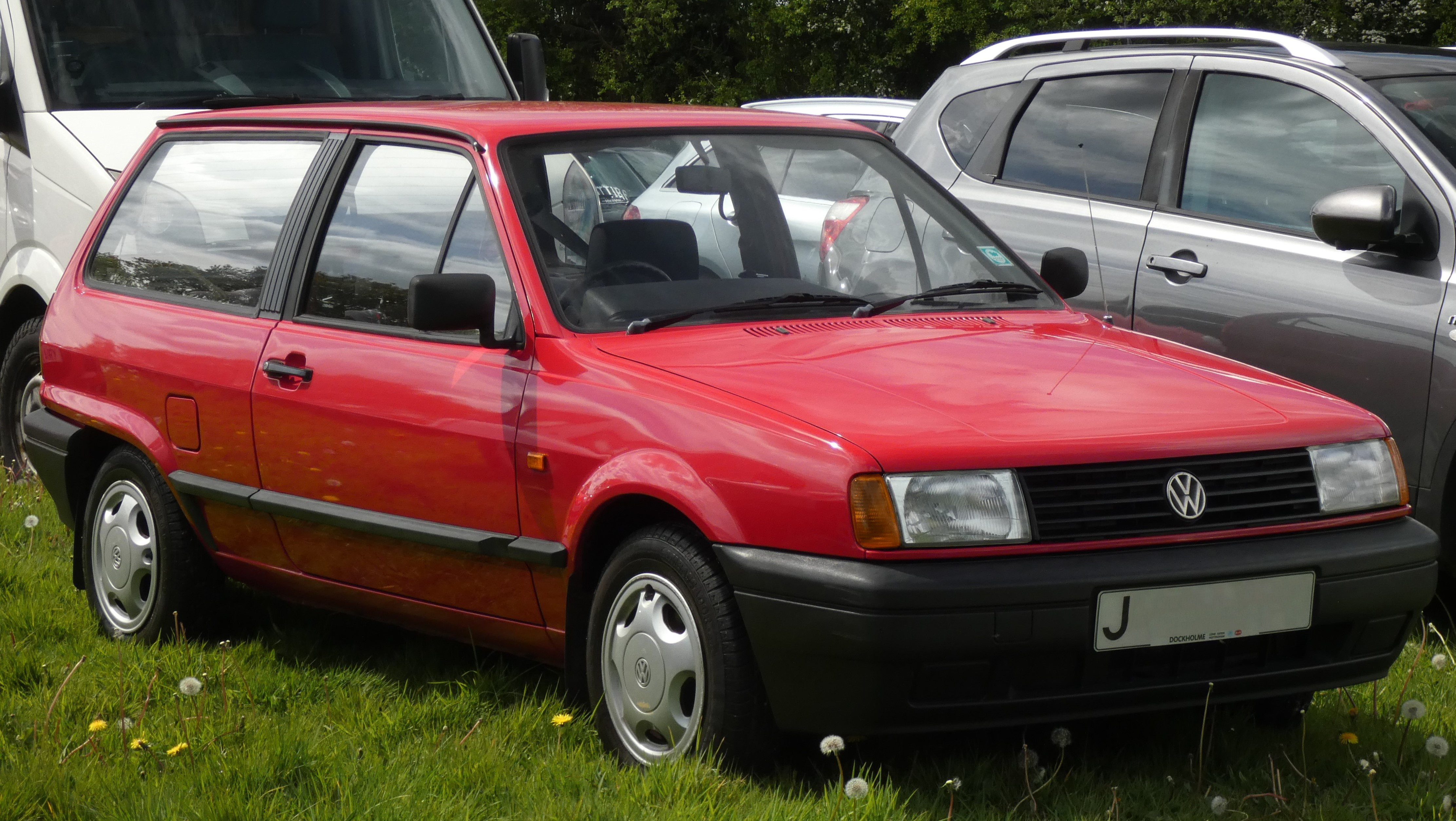
1992 Volkswagen Polo CL
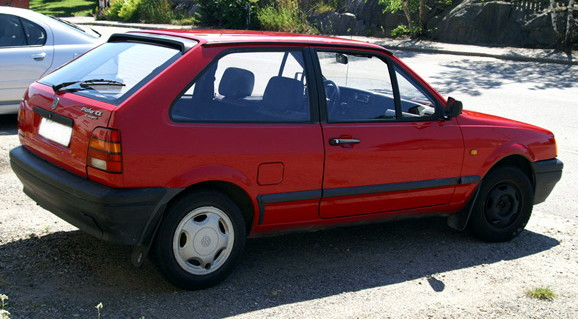
1992 Volkswagen Polo CL
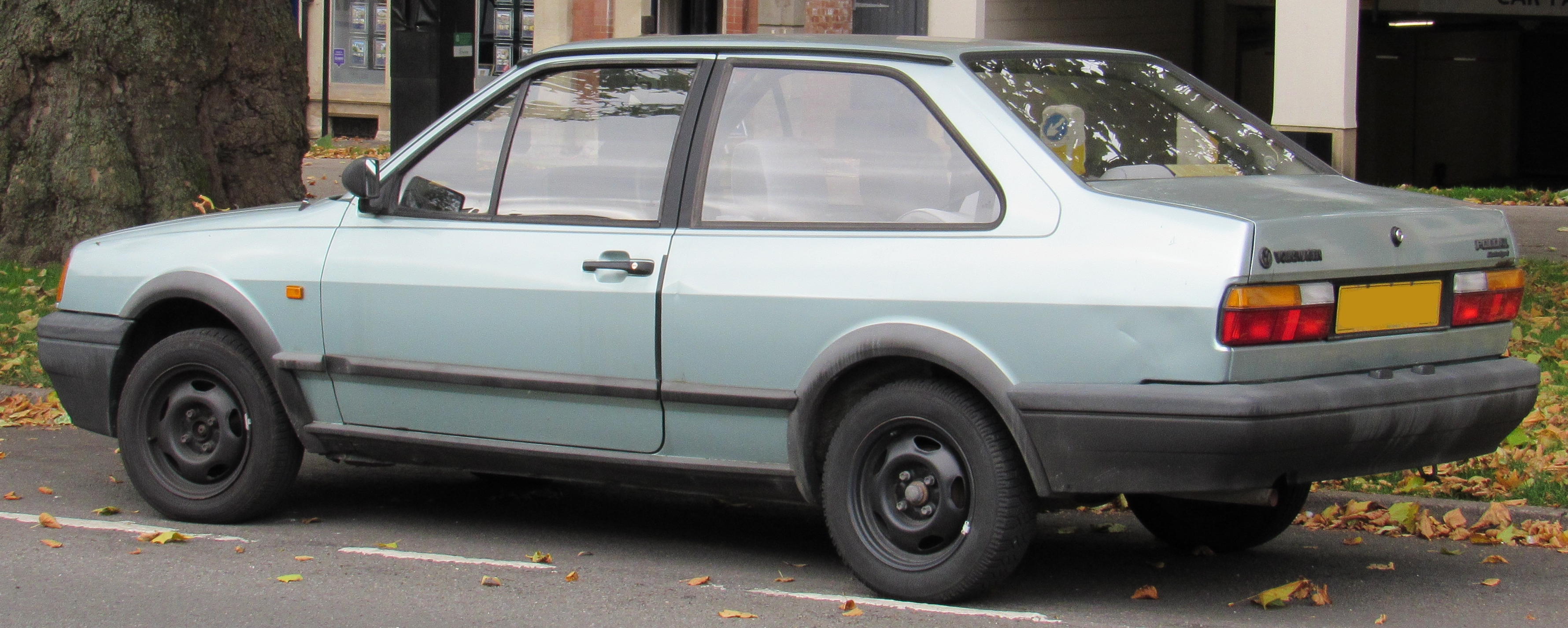
VW Polo Stufenheck (1990–1994)
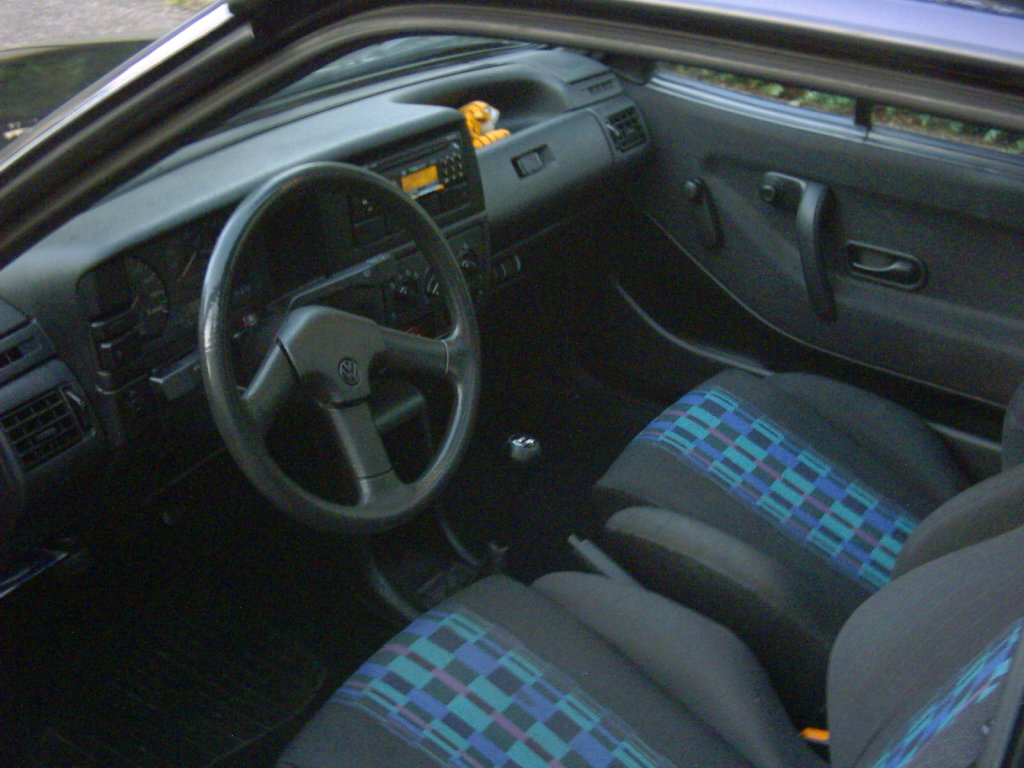
Innenraum eines Polo G40 (Lenkrad vom Fox)

Im Juli 1994 rollte der letzte Polo 86C vom Band. Nachfolger wurde der Polo 6N.

## Fox

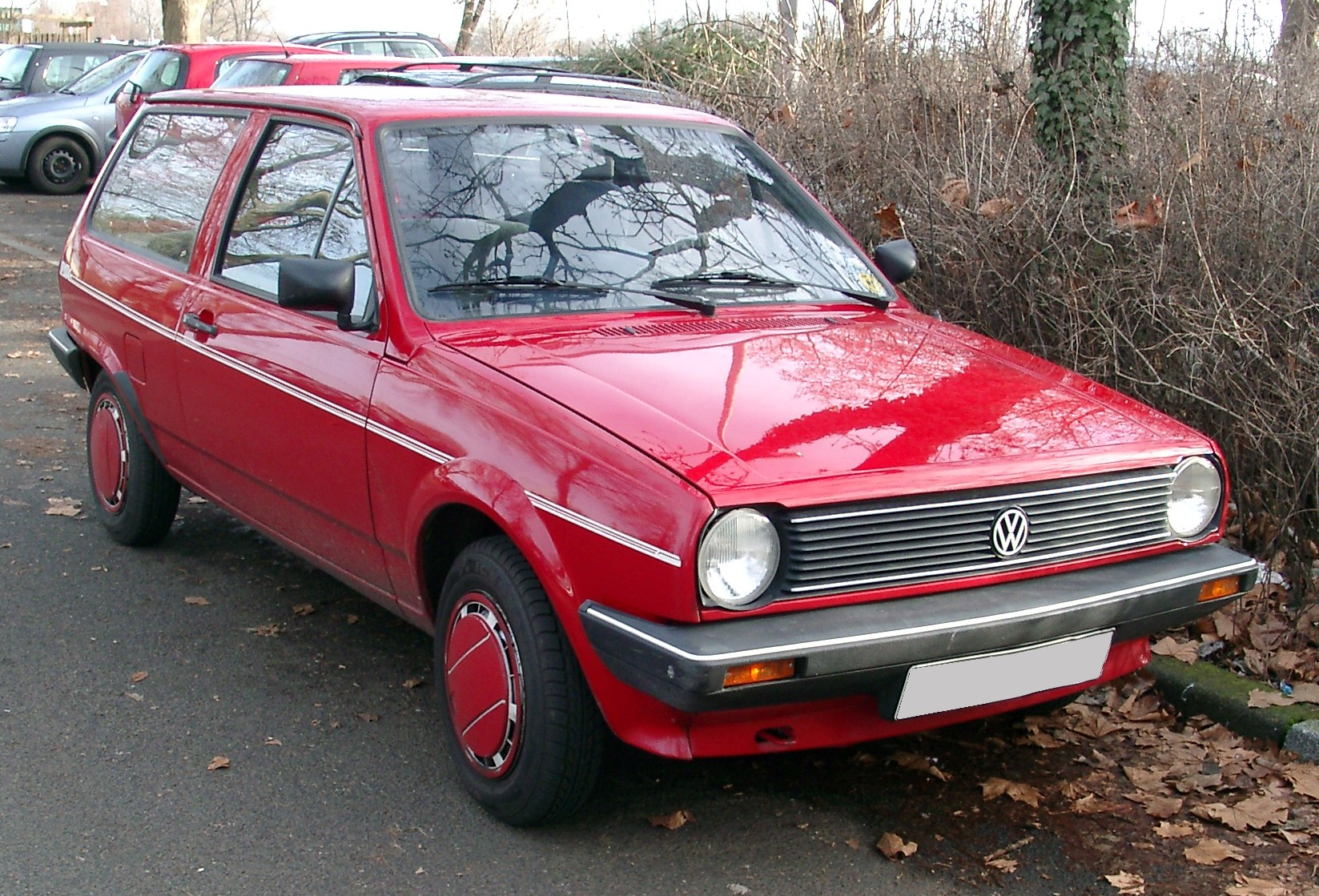
VW Polo Fox

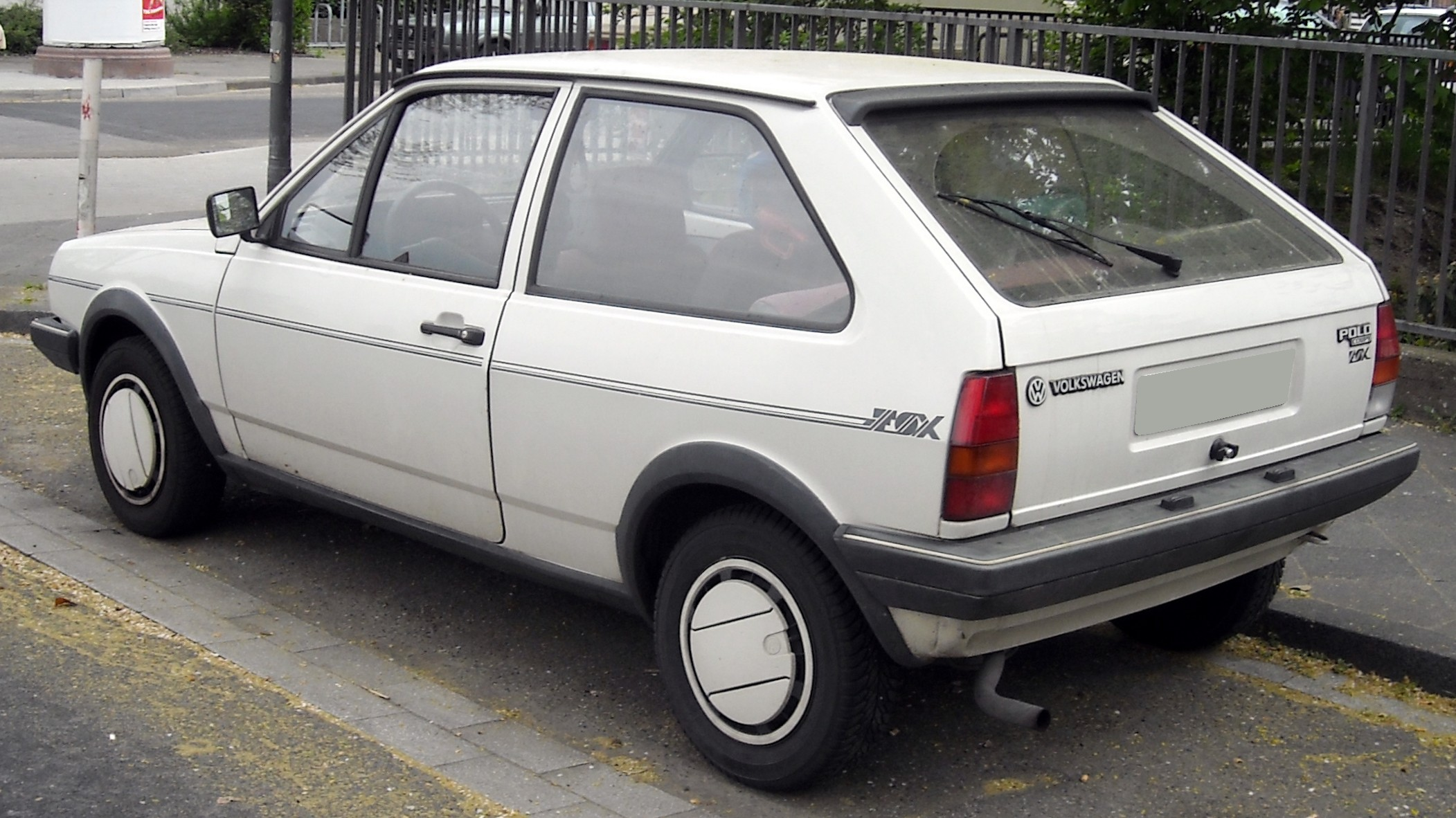
VW Polo Coupé Fox

Im Juli 1984 brachte Volkswagen das spartanisch ausgestattete Sondermodell Fox auf den Markt. Es kostete rund 1000 DM weniger als das C-Modell und sollte die Kunden ansprechen, die bis dahin wegen des niedrigen Preises einen Käfer gewählt hatten. Der 29-kW-Motor (39 PS) kam in Verbindung mit einem 4-Gang-Schaltgetriebe zum Einsatz. Auf Extras wie Uhr, Tageskilometerzähler, Zigarettenanzünder, Handschuhfachklappe, abschließbaren Tankdeckel und feste Hutablage (diese war als Spanntuch ausgeführt) wurde verzichtet. Durch ein modisches Design sollte auch eine jüngere Kundschaft angesprochen werden.
Von außen ist der Fox erkennbar am Fox-Schriftzug, an den Farben türkisblau oder saimagrün und den passend lackierten Stahlrädern, später Kunststoff-Radzierblenden, in weiß oder saimagrün. Sitze, Türverkleidungen und Spanntuch waren in Wagenfarbe ausgeführt.
1985 kamen die Außenfarben alpinweiß und – gegen Mehrpreis – schwarz hinzu, wobei anfangs die Innenausstattung auch hier türkisblau oder saimagrün war. Nun waren als Extras Außenspiegel auf der Beifahrerseite, Bremskraftverstärker, Halogenscheinwerfer und Radios lieferbar. Im Modelljahr 1986 ersetzten die Farben tornadorot und wolkengrau die Ursprungsfarben türkisblau und saimagrün, die Motorleistung stieg von 29 auf 33 kW (39 auf 45 PS) und auch die Liste bestellbarer Extras wurde erweitert.
Ab März 1986 war auch das Coupé als Fox lieferbar, auch Varianten mit Abgasreinigung und 5-Gang-Schaltgetriebe ergänzten die Modellpalette. Ab August 1986 rundete der Fox als normale Ausstattungsvariante die Polo-Palette nach unten ab.
Auch nach der großen Modellpflege 1990 blieb das Sparmodell Fox erhalten. Die Seitenblinker waren nicht serienmäßig eingebaut.
Beim Polo III wurde die Ausstattungsvariante Fox noch im ersten Modelljahr 1995 angeboten. 
Von 2005 bis 2011 wurde der Name für ein eigenständiges Fahrzeug, den VW Fox, genutzt. Dieser war unterhalb des nun deutlich größeren Polo IV positioniert.

## G40
Als leistungsstärkste Variante des Polo Coupé wurde im August 1985 der 'G40' mit 85 kW (115 PS) bei 6000/min und mit einem Drehmoment von 148 Nm bei 3600/min auf Basis des 1,3-l-Motors vorgestellt. Die Mehrleistung wird durch einen Scrollverdichter (G-Lader) aufgebaut, der als Kompressor wirkt. Dabei wird die Ansaugluft durch den riemengetriebenen G-Lader verdichtet, wodurch mehr Kraftstoff eingespritzt werden kann, ohne dass das Gemisch verfettet. Der G-Lader ist entgegen den Aussagen des Herstellers nicht wartungsfrei. Abhängig von Drehzahl und Laufleistung verschleißen konstruktiv bedingt diverse Bauteile, die zu eingeschränkter Funktion bis hin zur Zerstörung des G-Laders führen können. Allerdings kann die Funktion des G-Laders durch turnusmäßige maßvolle Revisionen mit geeigneten Ersatzteilen häufig auf mehrere hunderttausend Kilometer hin gesichert werden.
Bei der Entwicklung stand eine Leistungsobergrenze fest. Um die Belastbarkeit des Serien-5-Gang-Getriebes nicht zu überschreiten, durfte der Motor nicht mehr als 150 Nm Drehmoment abgeben, da die Neuentwicklung eines stärkeren Getriebes zu teuer gewesen wäre. Um die Leistung auf die Straße zu bringen, hat der ladeluftgekühlte GT G40 ein angepasstes Fahrwerk mit um 30/20 mm (VA/HA) tiefergelegter Karosserie, innenbelüftete Scheibenbremsen vorn und Reifen der Dimension 175/60 R 13 auf Aluminiumrädern. Des Weiteren wurde die Vorderachse durch UniBall-Lager an den Querlenkern und Spurstangen verbessert.
Im Mai 1987 verließ erstmals eine Sonderserie von 500 schwarzen Polo Coupé GT G40 auf Basis des „alten“ Polo 86C die Werkshallen. Er erhielt einen Tacho bis 240 km/h mit Tageskilometerzähler. Die Fahrzeugschlüsselnummer lautete 719. Ein Jahr später wurden auf Grund der großen Nachfrage 1500 Fahrzeuge produziert, von denen 500 Stück nach Frankreich ausgeliefert wurden. Erhältlich war das Coupé jetzt auch in den Farben Alpinweiß, Tornadorot, Diamantsilber metalllic, Heliosblau metallic und Schwarz. Erst im Januar 1991 wurde der Polo G40, wie er seither nur noch hieß, auf Basis des Polo 2F ins reguläre Modellprogramm aufgenommen. Der Wagen kostete zunächst 25.690 DM. Die Leistung schrumpfte bedingt durch den Katalysator und Veränderung der Ladeluftkühlung von 85 kW (115 PS) auf 83 kW (113 PS). Erkennungszeichen des G40 waren BBS-Aluräder in der Größe 5½ J × 13, Rundumstoßleisten und Kotflügelverbreitungen, eine Dachantenne, rote Zierstreifen in den Stoßfängern, G40-Embleme im Kühlergrill und auf der Heckklappe, Sportsitze mit karierten Le-Mans-Bezügen und ein Tacho bis 240 km/h. Ab August 1991 waren zusätzlich noch Nebelscheinwerfer und weiße Blinker, partiell abgedunkelte Rückleuchten, sowie Lederlenkrad und Lederschaltknauf serienmäßig. Die Fahrzeugschlüsselnummer war 844.

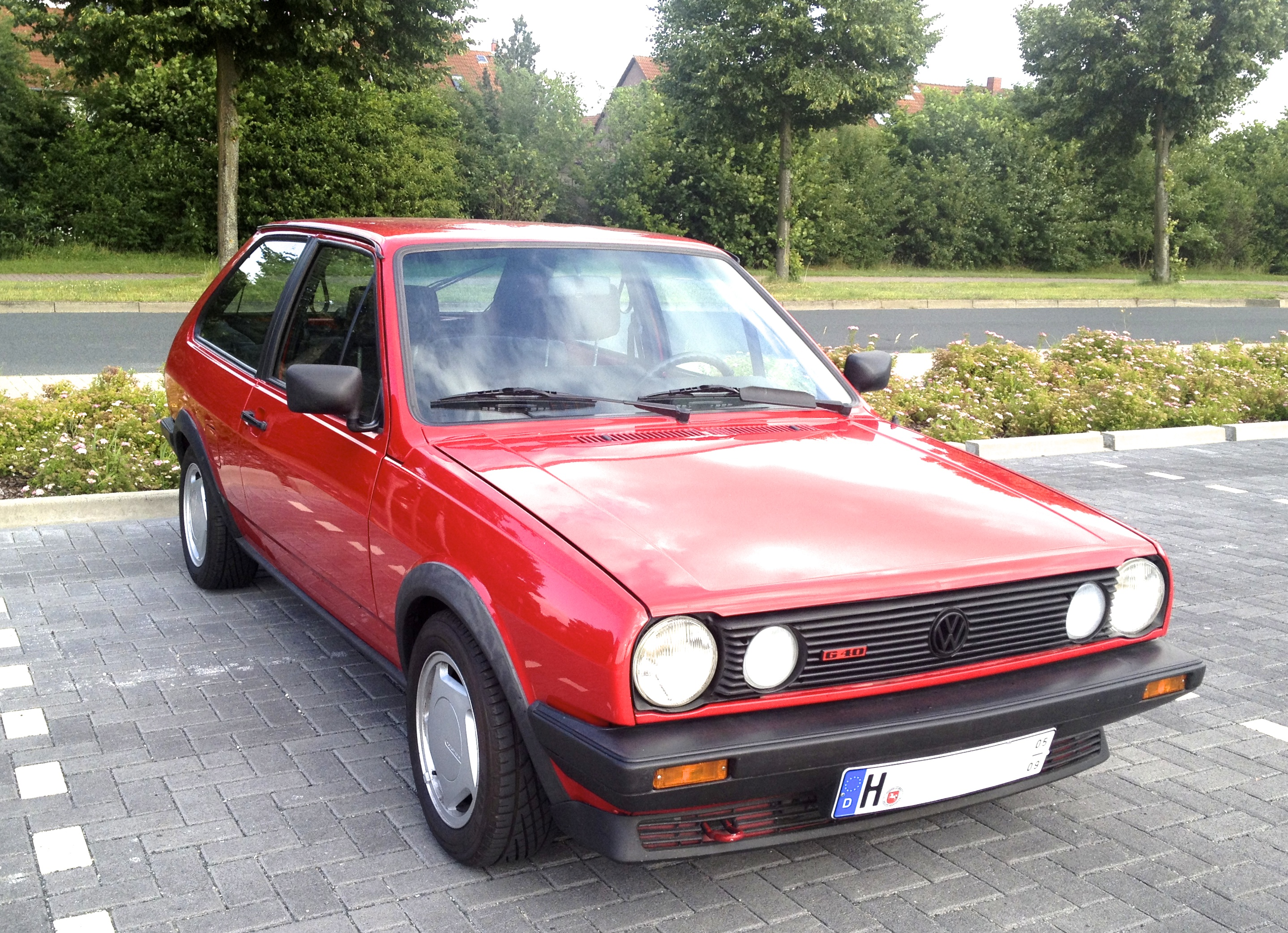
VW Polo GT G40 (1988; Grünkeil nicht original)
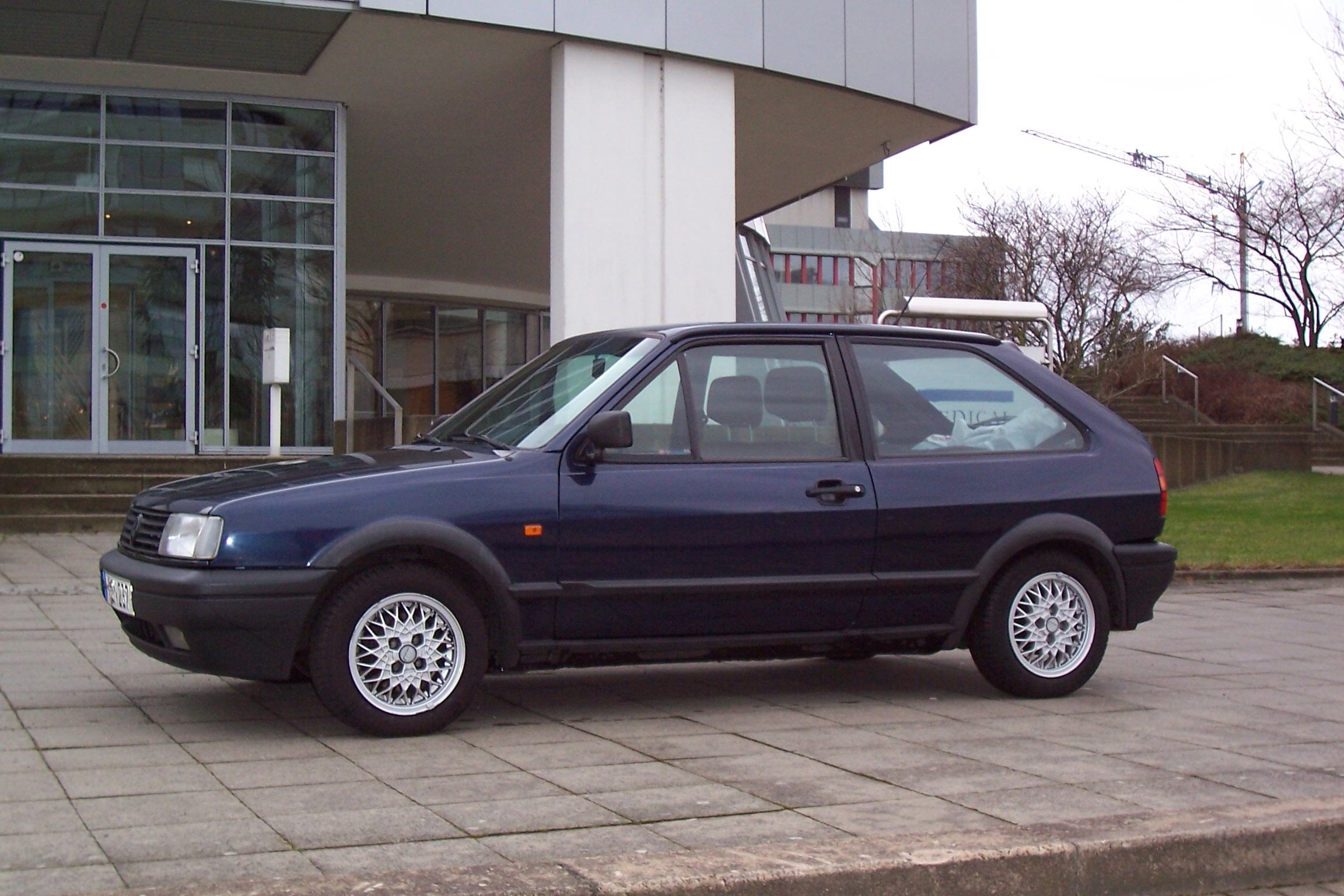
VW Polo G40 (1992)
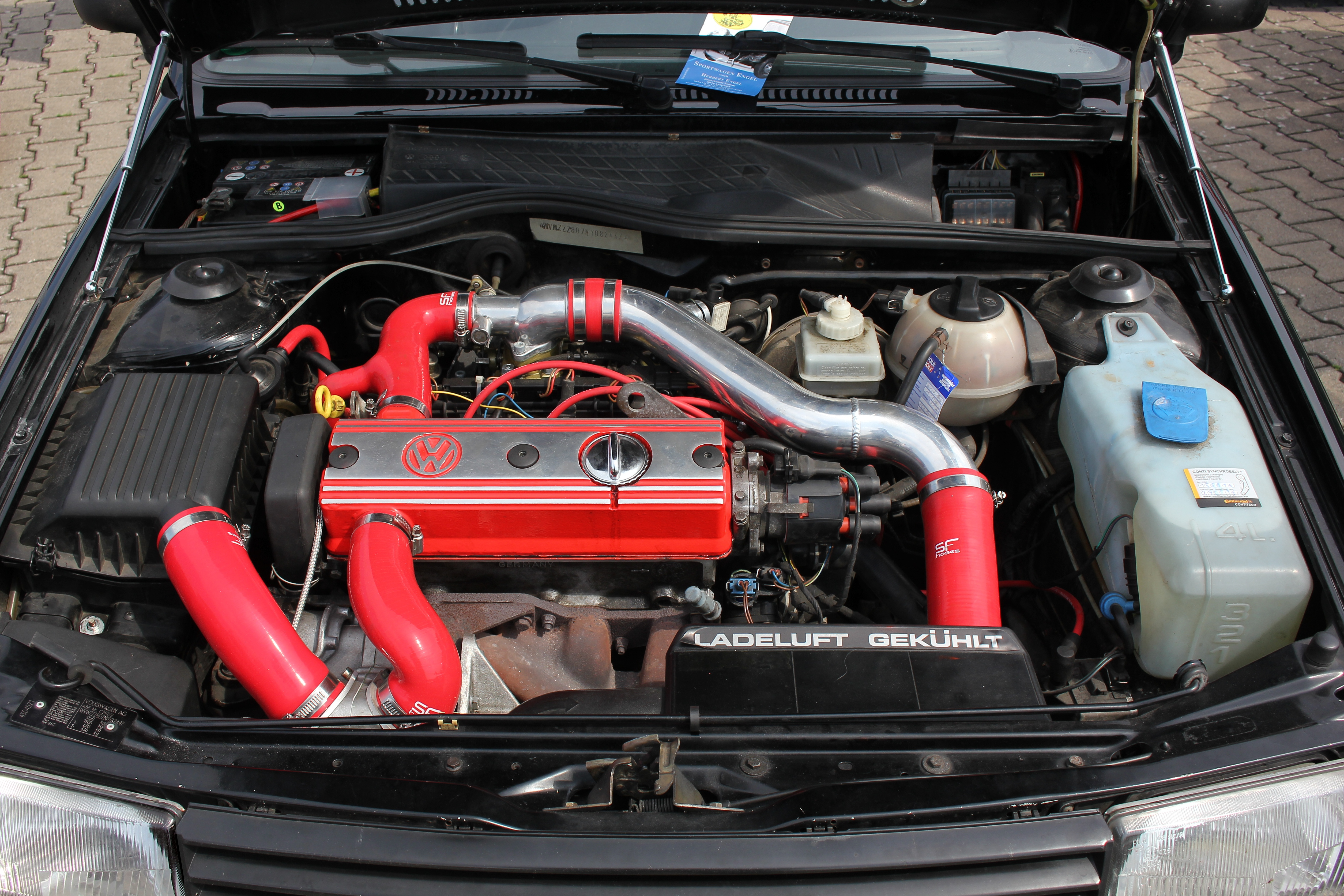
Motor mit G-Lader

## Öko-Polo
Ebenfalls mit einem G-Lader ausgestattet war das Versuchs-Fahrzeug namens Öko-Polo. Von dieser seriennahen Baureihe des 86C entstanden im Jahr 1988 von 70 geplanten Exemplaren genau 50 Stück, die von öffentlichen Institutionen (Ordnungsamt, karitative Einrichtungen) im Alltag getestet wurden. Ausgeliefert wurde diese Variante immer in der Farbe Alpinweiß mit Regenbogen-Streifen an den Seiten; der Öko-Polo war aerodynamisch nur durch einen kleinen Frontspoiler optimiert. Im Inneren war bis auf das fehlende Kupplungspedal und die Ladedruck-Anzeige alles gleich wie in der Serienversion, nur einige besondere Instrumente geben Hinweis auf die spezielle Technik. Das Modell war auf maximale Sparsamkeit ausgelegt und hatte einen Dieselmotor mit 860 cm³ Hubraum. Der Zweizylinder mit Direkteinspritzung wurde mit einer Ausgleichswelle und Gegengewichten an der Kurbelwelle im Lauf beruhigt. Der G-Lader aus dem G40 schaltete sich bei Bedarf elektrisch zu und hob die Leistung von 20 auf 29 kW (27 auf 40 PS). So erreichte der Polo eine Höchstgeschwindigkeit von 138 km/h. Mit halbautomatischem 5-Gang-Getriebe  aus dem Spar-Golf konnte der Öko-Polo einen Normverbrauch von 3,6 Litern erreichen. Auf einer Testfahrt der Autozeitschrift Auto Motor und Sport, die in langsamem Tempo (rund 60 km/h im Durchschnitt) von Wolfsburg nach Marseille führte, verbrauchte das Fahrzeug nur 1,7 Liter pro 100 Kilometer. Dies wurde auch durch den erstmaligen Einsatz einer elektronischen Start-Stopp-Automatik, die den Motor im Schiebebetrieb und an Ampeln abschaltete, erreicht. Des Weiteren testete VW im Öko-Polo einen Rußpartikelfilter, der sich mit Additiven im Treibstoff selbst reinigte, sowie eine Abgasrückführung zur Reduktion von NOx-Emissionen. Das Additiv war nötig, da der kleine Motor im Stadt- und Kurzstreckenbetrieb nicht genügend Wärme entwickelte, um die Partikel im Abgasfilter selbst aufzulösen. Trotz erfolgreicher Tests wurde der Wagen nie in Serie gebaut, da die Wirtschaftlichkeit durch den damaligen geringen Kraftstoffpreis nicht gegeben war. Allerdings wurden einige Erkenntnisse für den später folgenden 3L-Lupo, und den Golf III Ecomatic genutzt.

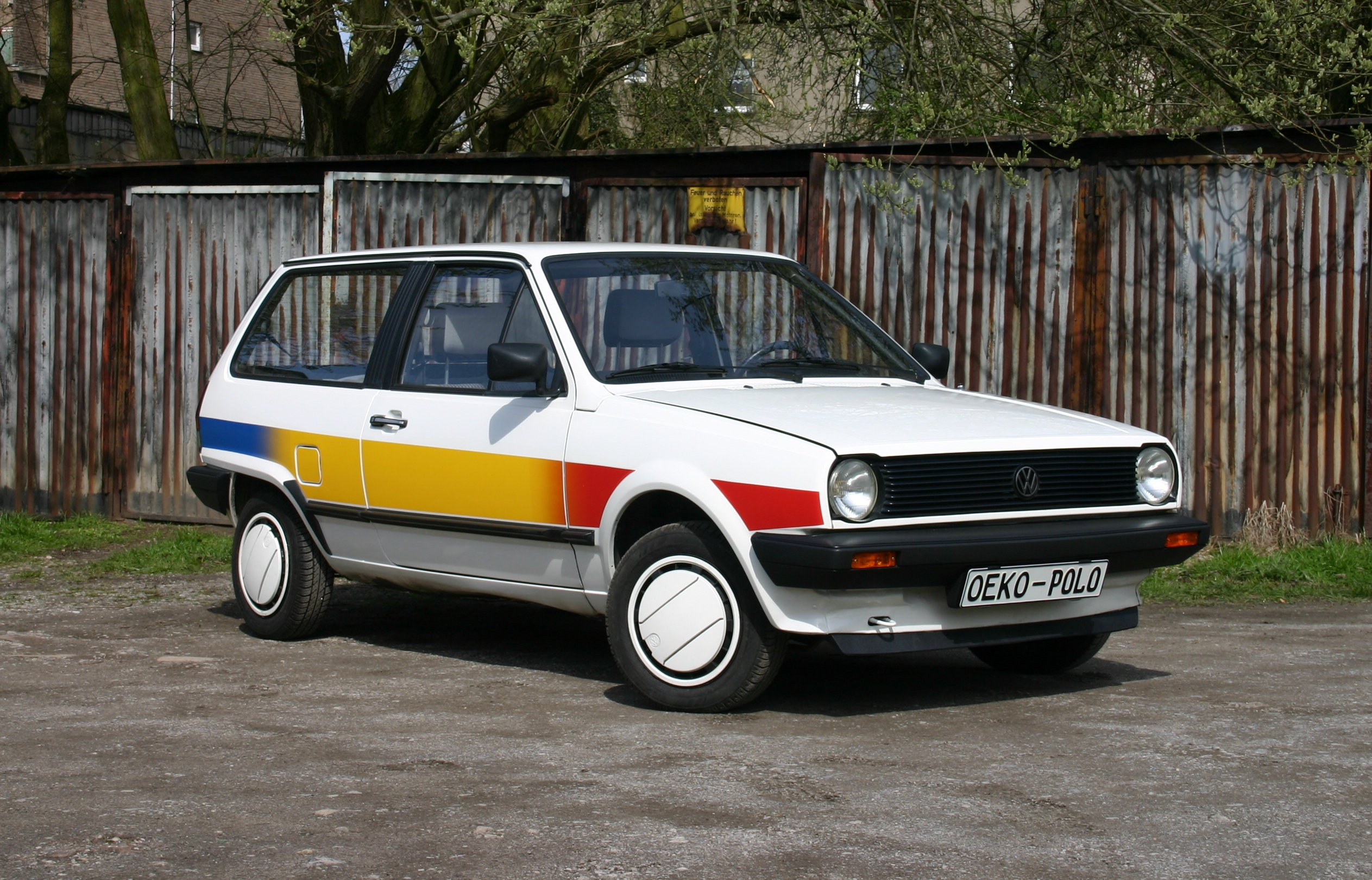
VW/IAV Öko-Polo D.i.-G40 (1987)
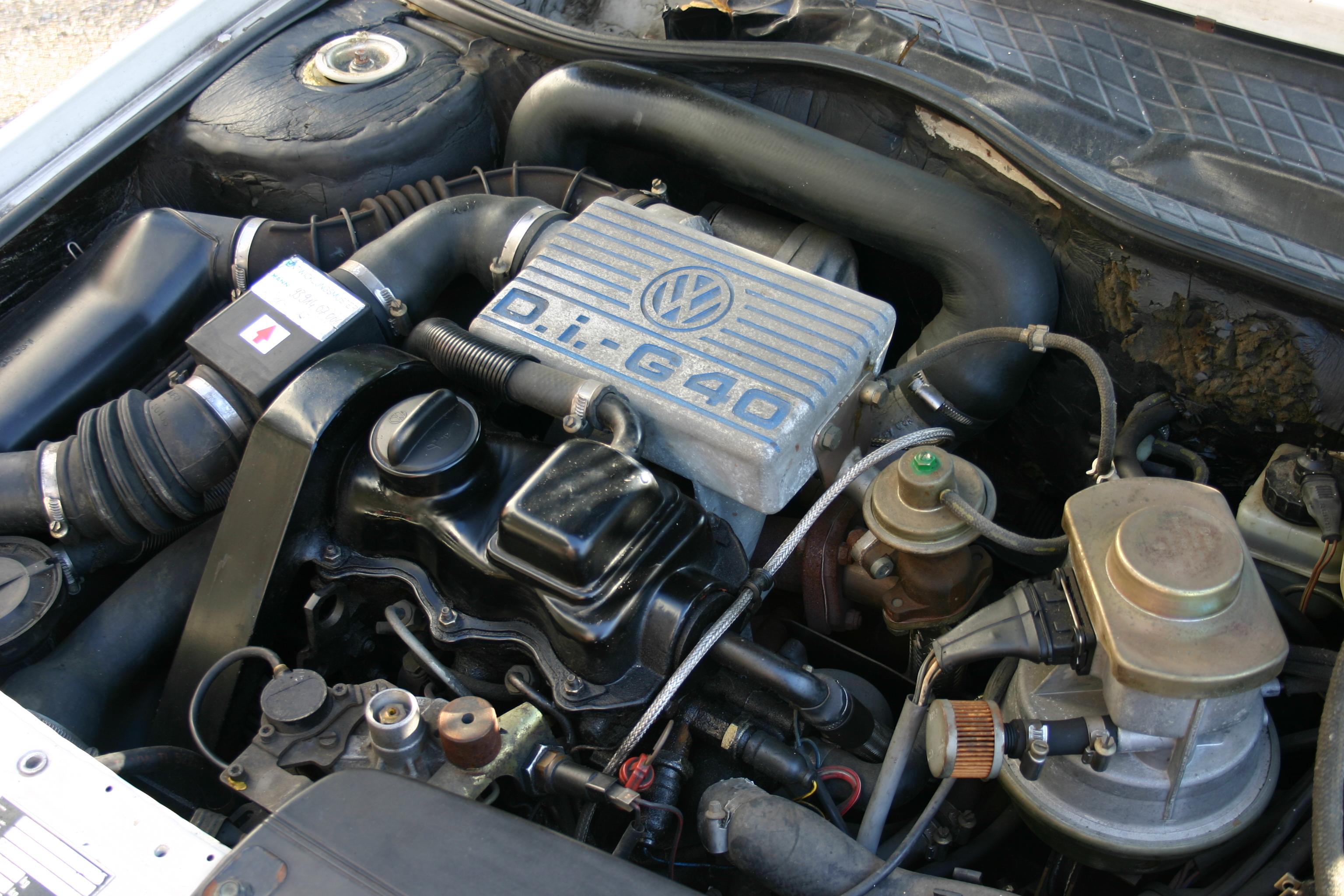
Zweizylinder-D.i.-Motor mit G-Lader

## Derby
Der ab Ende 1981 produzierte Derby hatte ein Stufenheck mit konventionellem Kofferraum und rechteckige Scheinwerfer. Die Ausstattungen und Motoren sind mit dem Polo gleich.
Im August 1984 verlor der Derby seine rechteckigen Scheinwerfer als Erkennungsmerkmal und trug fortan ebenfalls runde Scheinwerfer.
Im Januar 1985 entfiel der Name Derby. Seitdem lief auch die Stufenheckvariante als Polo.
Ab August 1988 wurde der Polo Stufenheck nicht mehr in Deutschland und Österreich angeboten, weiterhin aber unter anderem in den Benelux-Ländern, wo er im Herbst 1990 ebenfalls überarbeitet wurde. In der Schweiz und Finnland lief der Derby unter dem Namen Polo Classic.

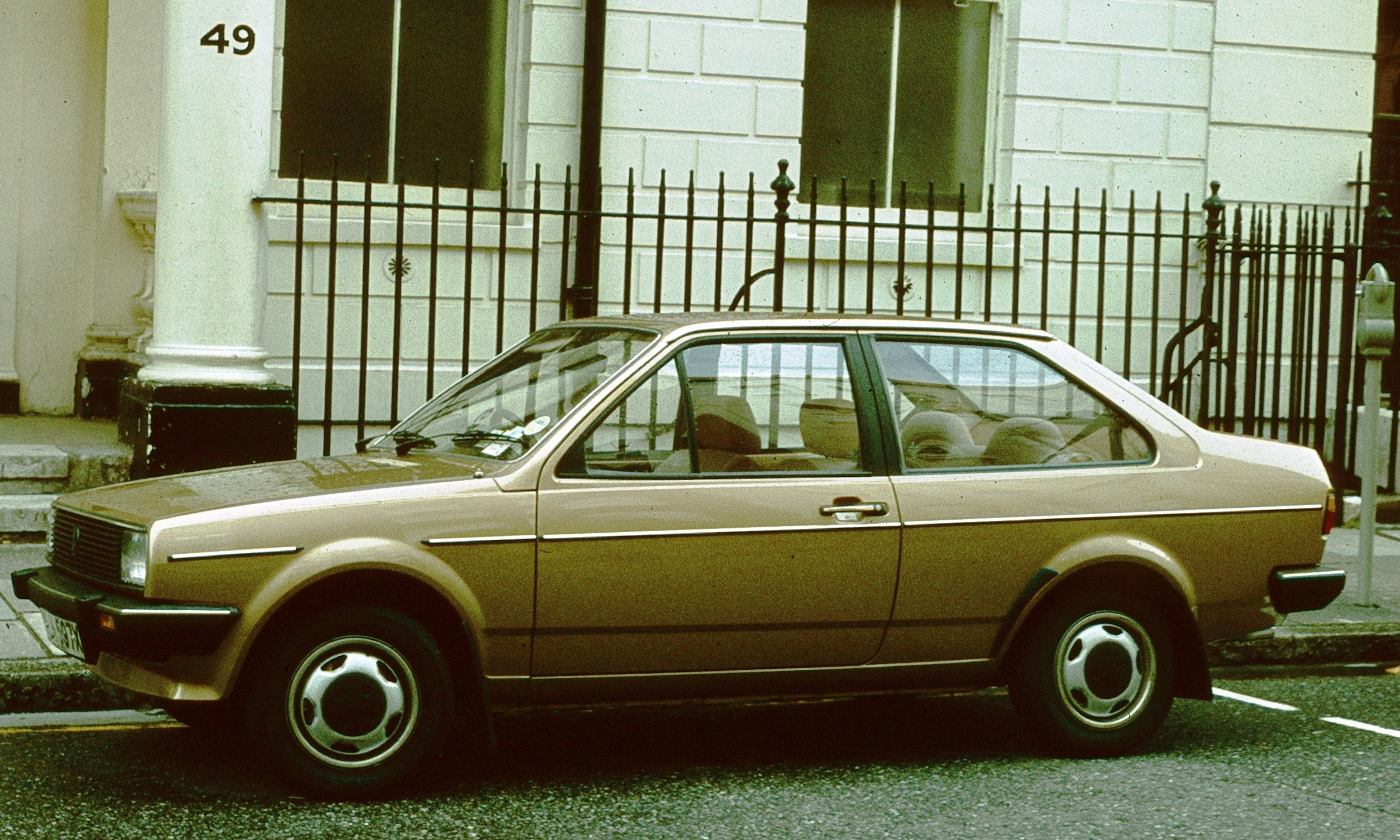
VW Derby (1981–1984)
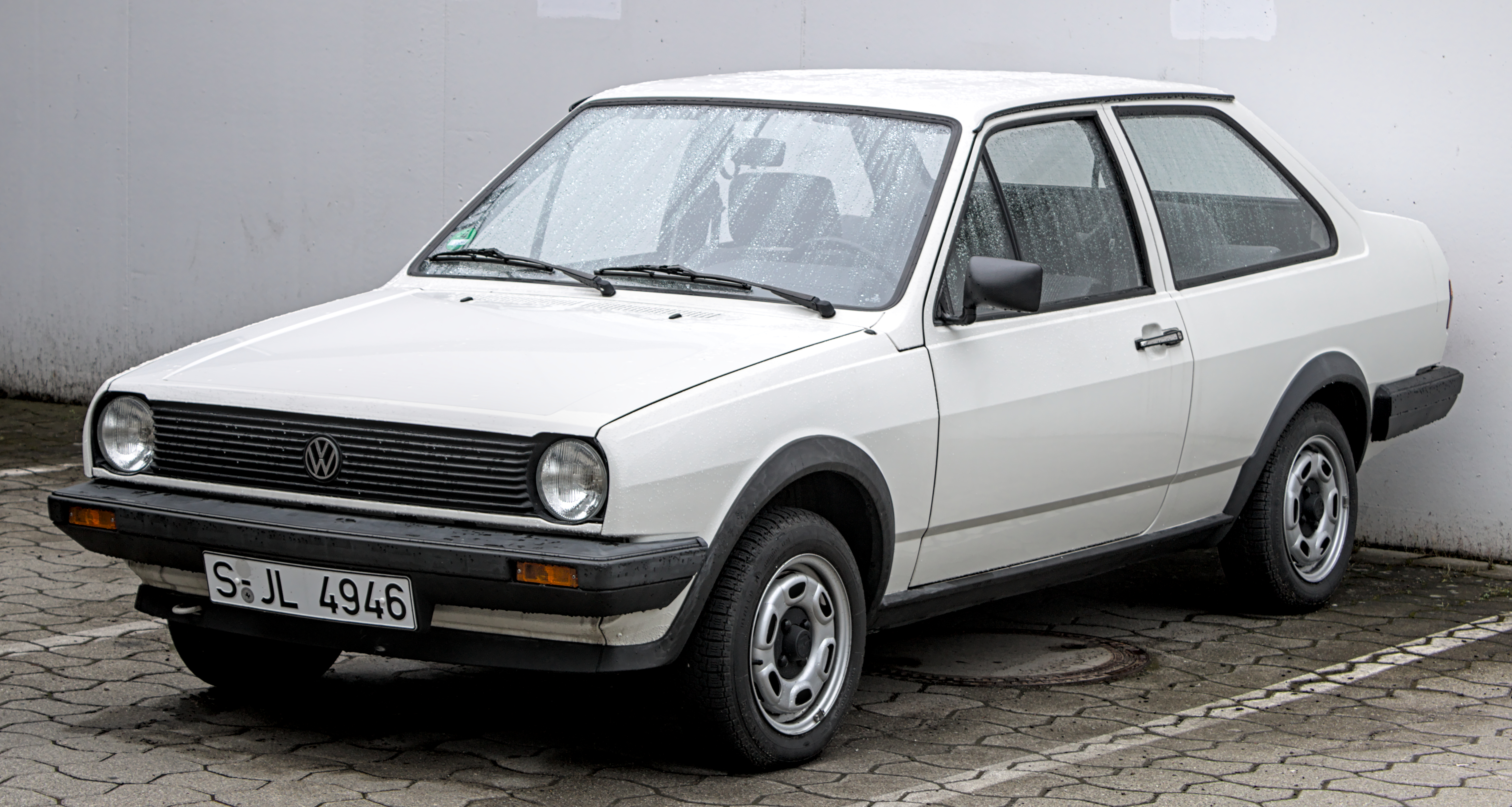
VW Polo Stufenheck (1985–1990)
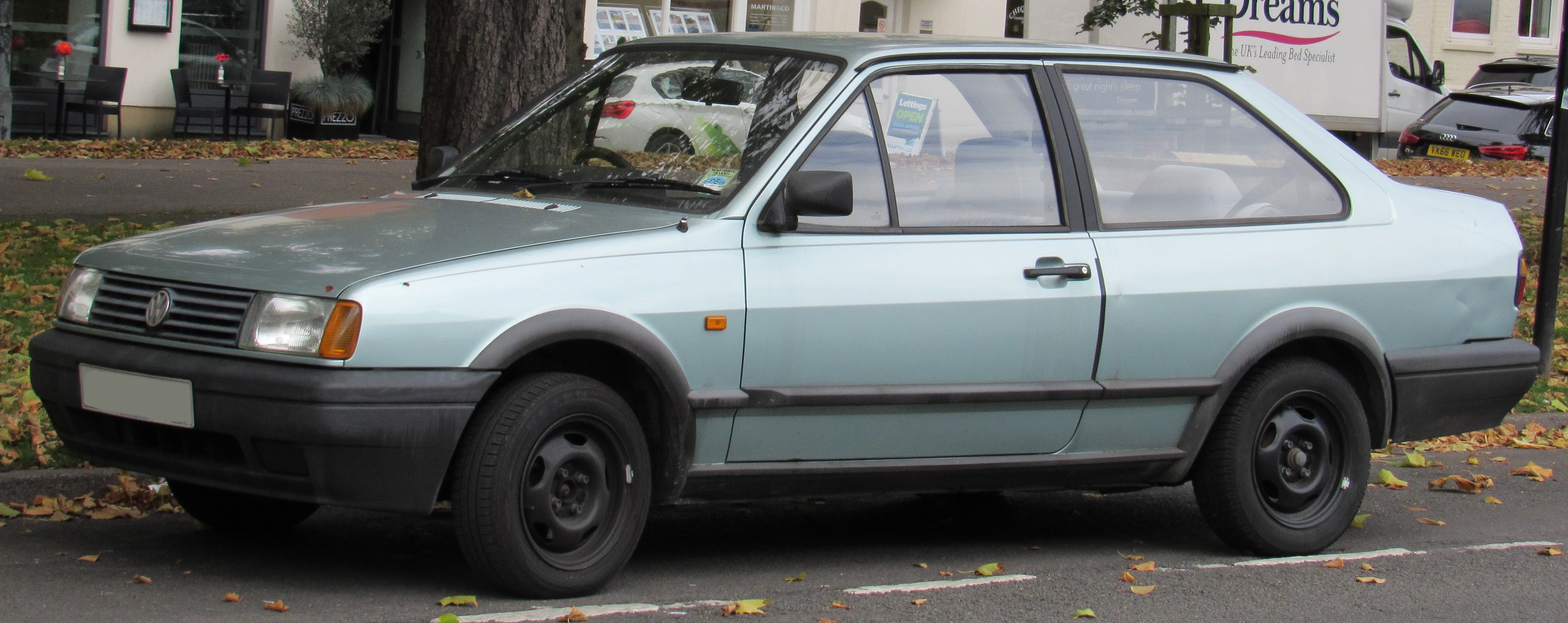
VW Polo Classic (1990–1993)

## Technische Daten
| VW Polo II                | 1.0 (40 PS) | 1.0 (45 PS) | 1.1 (50 PS) | 1.1 Formel E | 1.3 (60 PS) | 1.3 (55 PS) | 1.3 Formel E | 1.3 (55 PS) | 1.3 GT | GT G40 (mit Kat.) | 1.3 G40 | 1.3 Diesel | 1.4 Diesel |
| ------------------------- | --- | --- | --- | --- | --- | --- | --- | --- | --- | --- | --- | --- | --- |
| Motorkennbuchstabe        | GL | HZ | HB | HB | HH | MH | ? | AAV | GK/3F | PY(K) | PY | MN | 1W |
| Bauzeitraum               | 1981–1985 | 1985–1994 | 1981–1983 | 1981–1983 | 1981–1983 | 1983–1989 | 1984–1985 | 1990–1994 | 1982–1994 | 1990–1994 | 01/1987–08/1990 | 1988–1990 | 1990–1994 |
| Motor                     | 4-Zylinder-Reihenmotor (Viertakt)                                                                                                  | 4-Zylinder-Reihenmotor (Viertakt)                                                                                                  | 4-Zylinder-Reihenmotor (Viertakt)                                                                                                  | 4-Zylinder-Reihenmotor (Viertakt)                                                                                                  | 4-Zylinder-Reihenmotor (Viertakt)                                                                                                  | 4-Zylinder-Reihenmotor (Viertakt)                                                                                                  | 4-Zylinder-Reihenmotor (Viertakt)                                                                                                  | 4-Zylinder-Reihenmotor (Viertakt)                                                                                                  | 4-Zylinder-Reihenmotor (Viertakt)                                                                                                  | 4-Zylinder-Reihenmotor (Viertakt)                                                                                                  | 4-Zylinder-Reihenmotor (Viertakt)                                                                                                  | 4-Zylinder-Reihenmotor (Viertakt)                                                                                                  | 4-Zylinder-Reihenmotor (Viertakt)                                                                                                  |
| Hubraum                   | 1043 cm³ | 1043 cm³ | 1093 cm³ | 1093 cm³ | 1272 cm³ | 1272 cm³ | 1272 cm³ | 1272 cm³ | 1272 cm³ | 1272 cm³ | 1272 cm³ | 1272 cm³ | 1391 cm³ |
| Bohrung × Hub             | 75,0 × 59,0 mm | 75,0 × 59,0 mm | 69,5 × 72,0 mm | 69,5 × 72,0 mm | 75,0 × 72,0 mm | 75,0 × 72,0 mm | 75,0 × 72,0 mm | 75,0 × 72,0 mm | 75,0 × 72,0 mm | 75,0 × 72,0 mm | 75,0 × 72,0 mm | 75,0 × 72,0 mm | 75,0 × 78,7 mm |
| max. Leistung bei 1/min   | 29 kW (40 PS) bei 5300/min | 33 kW (45 PS) bei 5600/min | 37 kW (50 PS) bei 5600/min | 37 kW (50 PS) bei 5600/min | 44 kW (60 PS) bei 5600/min | 40 kW (55 PS) bei 5400/min | 40 kW (55 PS) bei 5400/min | 40 kW (55 PS) bei 5200/min | 55 kW (75 PS) bei 5900/min | 83 kW (113 PS) bei 6000/min | 85 kW (116 PS) bei 6000/min | 33 kW (45 PS) bei 4900/min | 35 kW (48 PS) bei 4500/min |
| max. Drehmoment bei 1/min | 73 Nm bei 3600/min | 73 Nm bei 2700/min | 75 Nm bei 3500/min | 80 Nm bei 3300/min | 93 Nm bei 3500/min | 94 Nm bei 3400/min | 95 Nm bei 3000/min | 95 Nm bei 3000/min | 99–102 Nm bei 3600/min | 150 Nm bei 3600/min | 148 Nm bei 3600/min | 73 Nm bei 3100/min | 82 Nm bei 2700–3500/min |
| Gemischaufbereitung       | 1 Fallstrom-Vergaser (1.0 45 PS ab 10/1990: elektr. Einspritzung Mono-Motronic)                                                    | 1 Fallstrom-Vergaser (1.0 45 PS ab 10/1990: elektr. Einspritzung Mono-Motronic)                                                    | 1 Fallstrom-Vergaser (1.0 45 PS ab 10/1990: elektr. Einspritzung Mono-Motronic)                                                    | 1 Fallstrom-Vergaser (1.0 45 PS ab 10/1990: elektr. Einspritzung Mono-Motronic)                                                    | 1 Fallstrom-Vergaser (1.0 45 PS ab 10/1990: elektr. Einspritzung Mono-Motronic)                                                    | 1 Fallstrom-Registervergaser | 1 Fallstrom-Registervergaser | elektr. Einspritzung Mono-Motronic                                                                                                 | 1 Fallstrom-Registervergaser (ab 1990: elektr. Einspritzung Digifant)                                                              | elektr. Einspritzung Digifant, Spirallader (Ladedruck 0,68 bar)                                                                    | elektr. Einspritzung Digifant, Spirallader (Ladedruck 0,68 bar)                                                                    | Verteiler-Einspritzpumpe | Verteiler-Einspritzpumpe |
| Ventilsteuerung           | obenliegende Nockenwelle, Zahnriemen                                                                                               | obenliegende Nockenwelle, Zahnriemen                                                                                               | obenliegende Nockenwelle, Zahnriemen                                                                                               | obenliegende Nockenwelle, Zahnriemen                                                                                               | obenliegende Nockenwelle, Zahnriemen                                                                                               | obenliegende Nockenwelle, Zahnriemen                                                                                               | obenliegende Nockenwelle, Zahnriemen                                                                                               | obenliegende Nockenwelle, Zahnriemen                                                                                               | obenliegende Nockenwelle, Zahnriemen                                                                                               | obenliegende Nockenwelle, Zahnriemen                                                                                               | obenliegende Nockenwelle, Zahnriemen                                                                                               | obenliegende Nockenwelle, Zahnriemen                                                                                               | obenliegende Nockenwelle, Zahnriemen                                                                                               |
| Kühlung                   | Wasserkühlung | Wasserkühlung | Wasserkühlung | Wasserkühlung | Wasserkühlung | Wasserkühlung | Wasserkühlung | Wasserkühlung | Wasserkühlung | Wasserkühlung | Wasserkühlung | Wasserkühlung | Wasserkühlung |
| Getriebe                  | 4-Gang-Getriebe | 4- oder 5-Gang-Getriebe | 4-Gang-Getriebe | 4-Gang-Getriebe | 4-Gang-Getriebe | 4-Gang-Getriebe (ab 1986: 5-Gang)                                                                                                  | 4-Gang-Getriebe | 4- oder 5-Gang-Getriebe | 4-Gang-Getriebe (ab 1986: 5-Gang)                                                                                                  | 5-Gang-Getriebe | 5-Gang-Getriebe | 5-Gang-Getriebe | 5-Gang-Getriebe |
| Radaufhängung vorne       | MacPherson-Federbeine, Querlenker, Stabilisator, Zahnstangenlenkung                                                                | MacPherson-Federbeine, Querlenker, Stabilisator, Zahnstangenlenkung                                                                | MacPherson-Federbeine, Querlenker, Stabilisator, Zahnstangenlenkung                                                                | MacPherson-Federbeine, Querlenker, Stabilisator, Zahnstangenlenkung                                                                | MacPherson-Federbeine, Querlenker, Stabilisator, Zahnstangenlenkung                                                                | MacPherson-Federbeine, Querlenker, Stabilisator, Zahnstangenlenkung                                                                | MacPherson-Federbeine, Querlenker, Stabilisator, Zahnstangenlenkung                                                                | MacPherson-Federbeine, Querlenker, Stabilisator, Zahnstangenlenkung                                                                | MacPherson-Federbeine, Querlenker, Stabilisator, Zahnstangenlenkung                                                                | MacPherson-Federbeine, Querlenker, Stabilisator, Zahnstangenlenkung                                                                | MacPherson-Federbeine, Querlenker, Stabilisator, Zahnstangenlenkung                                                                | MacPherson-Federbeine, Querlenker, Stabilisator, Zahnstangenlenkung                                                                | MacPherson-Federbeine, Querlenker, Stabilisator, Zahnstangenlenkung                                                                |
| Radaufhängung hinten      | Längsschwingen mit stabilisierendem Querträger (Koppellenkerachse), Teleskopstoßdämpfer, Schraubenfedern (Feder-Dämpfer-Einheiten) | Längsschwingen mit stabilisierendem Querträger (Koppellenkerachse), Teleskopstoßdämpfer, Schraubenfedern (Feder-Dämpfer-Einheiten) | Längsschwingen mit stabilisierendem Querträger (Koppellenkerachse), Teleskopstoßdämpfer, Schraubenfedern (Feder-Dämpfer-Einheiten) | Längsschwingen mit stabilisierendem Querträger (Koppellenkerachse), Teleskopstoßdämpfer, Schraubenfedern (Feder-Dämpfer-Einheiten) | Längsschwingen mit stabilisierendem Querträger (Koppellenkerachse), Teleskopstoßdämpfer, Schraubenfedern (Feder-Dämpfer-Einheiten) | Längsschwingen mit stabilisierendem Querträger (Koppellenkerachse), Teleskopstoßdämpfer, Schraubenfedern (Feder-Dämpfer-Einheiten) | Längsschwingen mit stabilisierendem Querträger (Koppellenkerachse), Teleskopstoßdämpfer, Schraubenfedern (Feder-Dämpfer-Einheiten) | Längsschwingen mit stabilisierendem Querträger (Koppellenkerachse), Teleskopstoßdämpfer, Schraubenfedern (Feder-Dämpfer-Einheiten) | Längsschwingen mit stabilisierendem Querträger (Koppellenkerachse), Teleskopstoßdämpfer, Schraubenfedern (Feder-Dämpfer-Einheiten) | Längsschwingen mit stabilisierendem Querträger (Koppellenkerachse), Teleskopstoßdämpfer, Schraubenfedern (Feder-Dämpfer-Einheiten) | Längsschwingen mit stabilisierendem Querträger (Koppellenkerachse), Teleskopstoßdämpfer, Schraubenfedern (Feder-Dämpfer-Einheiten) | Längsschwingen mit stabilisierendem Querträger (Koppellenkerachse), Teleskopstoßdämpfer, Schraubenfedern (Feder-Dämpfer-Einheiten) | Längsschwingen mit stabilisierendem Querträger (Koppellenkerachse), Teleskopstoßdämpfer, Schraubenfedern (Feder-Dämpfer-Einheiten) |
| Bremsen                   | Scheibenbremsen vorne, Trommelbremsen hinten (Polo G40: innenbelüftete Scheibenbremsen vorne)                                      | Scheibenbremsen vorne, Trommelbremsen hinten (Polo G40: innenbelüftete Scheibenbremsen vorne)                                      | Scheibenbremsen vorne, Trommelbremsen hinten (Polo G40: innenbelüftete Scheibenbremsen vorne)                                      | Scheibenbremsen vorne, Trommelbremsen hinten (Polo G40: innenbelüftete Scheibenbremsen vorne)                                      | Scheibenbremsen vorne, Trommelbremsen hinten (Polo G40: innenbelüftete Scheibenbremsen vorne)                                      | Scheibenbremsen vorne, Trommelbremsen hinten (Polo G40: innenbelüftete Scheibenbremsen vorne)                                      | Scheibenbremsen vorne, Trommelbremsen hinten (Polo G40: innenbelüftete Scheibenbremsen vorne)                                      | Scheibenbremsen vorne, Trommelbremsen hinten (Polo G40: innenbelüftete Scheibenbremsen vorne)                                      | Scheibenbremsen vorne, Trommelbremsen hinten (Polo G40: innenbelüftete Scheibenbremsen vorne)                                      | Scheibenbremsen vorne, Trommelbremsen hinten (Polo G40: innenbelüftete Scheibenbremsen vorne)                                      | Scheibenbremsen vorne, Trommelbremsen hinten (Polo G40: innenbelüftete Scheibenbremsen vorne)                                      | Scheibenbremsen vorne, Trommelbremsen hinten (Polo G40: innenbelüftete Scheibenbremsen vorne)                                      | Scheibenbremsen vorne, Trommelbremsen hinten (Polo G40: innenbelüftete Scheibenbremsen vorne)                                      |
| Karosserie                | Stahlblech, selbsttragend | Stahlblech, selbsttragend | Stahlblech, selbsttragend | Stahlblech, selbsttragend | Stahlblech, selbsttragend | Stahlblech, selbsttragend | Stahlblech, selbsttragend | Stahlblech, selbsttragend | Stahlblech, selbsttragend | Stahlblech, selbsttragend | Stahlblech, selbsttragend | Stahlblech, selbsttragend | Stahlblech, selbsttragend |
| Spurweite vorne/hinten    | 1306/1332 mm (GT: 1320/1345 mm; GT '91 und G40: 1350/1380 mm)                                                                      | 1306/1332 mm (GT: 1320/1345 mm; GT '91 und G40: 1350/1380 mm)                                                                      | 1306/1332 mm (GT: 1320/1345 mm; GT '91 und G40: 1350/1380 mm)                                                                      | 1306/1332 mm (GT: 1320/1345 mm; GT '91 und G40: 1350/1380 mm)                                                                      | 1306/1332 mm (GT: 1320/1345 mm; GT '91 und G40: 1350/1380 mm)                                                                      | 1306/1332 mm (GT: 1320/1345 mm; GT '91 und G40: 1350/1380 mm)                                                                      | 1306/1332 mm (GT: 1320/1345 mm; GT '91 und G40: 1350/1380 mm)                                                                      | 1306/1332 mm (GT: 1320/1345 mm; GT '91 und G40: 1350/1380 mm)                                                                      | 1306/1332 mm (GT: 1320/1345 mm; GT '91 und G40: 1350/1380 mm)                                                                      | 1306/1332 mm (GT: 1320/1345 mm; GT '91 und G40: 1350/1380 mm)                                                                      | 1306/1332 mm (GT: 1320/1345 mm; GT '91 und G40: 1350/1380 mm)                                                                      | 1306/1332 mm (GT: 1320/1345 mm; GT '91 und G40: 1350/1380 mm)                                                                      | 1306/1332 mm (GT: 1320/1345 mm; GT '91 und G40: 1350/1380 mm)                                                                      |
| Radstand                  | 2335 mm | 2335 mm | 2335 mm | 2335 mm | 2335 mm | 2335 mm | 2335 mm | 2335 mm | 2335 mm | 2335 mm | 2335 mm | 2335 mm | 2335 mm |
| Länge                     | Polo Steilheck/Coupé: 3655 mm Derby/Polo Stufenheck: 3975 mm Polo '91: 3.725–3.765 mm                                              | Polo Steilheck/Coupé: 3655 mm Derby/Polo Stufenheck: 3975 mm Polo '91: 3.725–3.765 mm                                              | Polo Steilheck/Coupé: 3655 mm Derby/Polo Stufenheck: 3975 mm Polo '91: 3.725–3.765 mm                                              | Polo Steilheck/Coupé: 3655 mm Derby/Polo Stufenheck: 3975 mm Polo '91: 3.725–3.765 mm                                              | Polo Steilheck/Coupé: 3655 mm Derby/Polo Stufenheck: 3975 mm Polo '91: 3.725–3.765 mm                                              | Polo Steilheck/Coupé: 3655 mm Derby/Polo Stufenheck: 3975 mm Polo '91: 3.725–3.765 mm                                              | Polo Steilheck/Coupé: 3655 mm Derby/Polo Stufenheck: 3975 mm Polo '91: 3.725–3.765 mm                                              | Polo Steilheck/Coupé: 3655 mm Derby/Polo Stufenheck: 3975 mm Polo '91: 3.725–3.765 mm                                              | Polo Steilheck/Coupé: 3655 mm Derby/Polo Stufenheck: 3975 mm Polo '91: 3.725–3.765 mm                                              | Polo Steilheck/Coupé: 3655 mm Derby/Polo Stufenheck: 3975 mm Polo '91: 3.725–3.765 mm                                              | Polo Steilheck/Coupé: 3655 mm Derby/Polo Stufenheck: 3975 mm Polo '91: 3.725–3.765 mm                                              | Polo Steilheck/Coupé: 3655 mm Derby/Polo Stufenheck: 3975 mm Polo '91: 3.725–3.765 mm                                              | Polo Steilheck/Coupé: 3655 mm Derby/Polo Stufenheck: 3975 mm Polo '91: 3.725–3.765 mm                                              |
| Leergewicht               | 710–830 kg | 710–830 kg | 710–830 kg | 710–830 kg | 710–830 kg | 710–830 kg | 710–830 kg | 710–830 kg | 710–830 kg | 710–830 kg | 710–830 kg | 710–830 kg | 710–830 kg |
| Höchstgeschwindigkeit     | 138 km/h | 145 km/h | 148 km/h | 148 km/h | 155 km/h | 153 km/h | 155 km/h | 155 km/h | 170–172 km/h | 196 km/h | 195 km/h | 140 km/h | 142 km/h |
| 0–100 km/h                | 19,0 s | 18,5 s | 16,0 s | 17,0 s | 15,0 s | 14,5 s | 15,0 s | 14,5 s | 12,0–14,5 s | 8,6 s | 8,_ s | 22,0 s | 19,5 s |
| Verbrauch (l/100 km) (1)  | 8,5 N | 8,0 N | 9,0 N | 8,5 S | 10,0 N | 8,0 N | 7,5 N | 9,0 S | 9,0 S | 7,4 S | 7,_ S+ | 7,0 D | 5,3 D |

## Produktionszahlen Polo II
Gesamtproduktion Fahrzeuge von 1981 bis 1992. Die anteiligen Produktionszahlen von Polo I und Polo II im Jahr 1981 sind nicht bekannt. Ab 1993 erfolgte die Produktion des Polo ausschließlich durch SEAT.
| Jahr         | 1981       | 1982    | 1983    | 1984    | 1985    | 1986    | 1987    | 1988    | 1989    | 1990    | 1991    | 1992    | 1993    | 1994    | Summe         |
| ------------ | ---------- | ------- | ------- | ------- | ------- | ------- | ------- | ------- | ------- | ------- | ------- | ------- | ------- | ------- | ------------- |
| Polo         | ca. 53.000 | 131.906 | 115.871 | 122.251 | 133.047 | 67.610  | 59.293  | 72.438  | 67.209  | ?       | ?       | ?       |         |         |               |
| Coupé        |            | 10.450  | 31.002  | 23.998  | 33.212  | 42.286  | 49.573  | 37.994  | 37.441  | ?       | ?       | ?       |         |         |               |
| Stufenheck   |            |         |         |         | 18.834  | 8.689   | 7.272   | 284     | 2       |         |         |         |         |         | 35.081        |
| Summe        | ca. 53.000 | 142.356 | 146.873 | 146.249 | 185.093 | 118.585 | 116.138 | 110.716 | 104.652 | 82.056  | 133.582 | 84.268  |         |         | ca. 1.423.500 |
| Polo by SEAT |            |         |         |         |         | 95.923  | 116.020 | 104.650 | 124.115 | 143.750 | 191.700 | 222.222 | 176.327 | 151.993 | 1.426.700     |

## Sondermodelle
Der Polo 86C war neben den normalen Ausstattungsvarianten Fox, C, CL, GL und GT auch in folgenden Sondereditionen erhältlich:
| Modell         | Besonderheiten (u. a.) |
| -------------- | --- |
| Azur           | Nur 1989, zur Auswahl standen vier Metallicfarben (türkisblau, jadegrün, diamantsilber, atlasgrau), Türablagekästen, Wärmeschutzverglasung, schwarzer Dachreling und großer Abrisskante um die Heckscheibe (bei Steilheck), Analoguhr, Tageskilometerzähler, Azur-Innendesign, Mittelkonsole, rechter Außenspiegel, Außenspiegel von innen verstellbar |
| Bunny C        | Verbundglaswindschutzscheibe, Kotflügelverbreiterung, Frontspoiler, Heckabrisskante, Heckscheibenwischer, Rückfahrscheinwerfer, Bunny-Dekor (sitzender Hase), Sitzbezüge in Perltweed, Liegesitzeinrichtung, zweistufig rastbare Rücksitzlehne, abblendbarer Innenspiegel, verstellbare Kopfstützen, Parklichtschaltung, Motor 29 kW (40 PS). Das Modell gab es nur in Österreich. |
| Super Bunny CL | Halogenhauptscheinwerfer, Verbundglas Windschutzscheibe, Kotflügelverbreiterung, Frontspoiler, Heckabrisskante, Heckscheibenwischer, Bunny-Dekor (sitzender Hase), seitliche Rammschutzleisten, Radzierblenden, schwarze B-Säule, Sitzbezüge Color-Streifen, umschäumtes Lenkrad, zweistufig rastbare Rücksitzlehne, abblendbarer Innenspiegel, Intervall-Scheibenwischer, Quarzuhr, geteilte Rücksitzbank, Mittelkonsole, Stoffverkleidung in den Türen, Türablagekästen, Zigarettenanzünder, Motoren 29 kW (40 PS) und 37 kW (50 PS). Das Modell gab es nur in Österreich.            |
| Betty Barclay  | Ein Steilheck der Modedesignerin Betty Barclay, Sportsitze in Wagenfarbe abgestimmt, Metalliclackierung in „lhasa-grün“, Zierstreifen mit „Betty Barclay Polo“ Schriftzug auf den vorderen Kotflügeln, silberne Radzierblenden, Sportlenkrad aus Leder im „Betty Barclay“-Design, Außenspiegel in Wagenfarbe, Armlehnen tief in die Tür- bzw. Seitenverkleidung eingelassen, Radio, Dachreling, 1,3-l-Motor mit 40 kW (55 PS) und Viergang-Getriebe. Das Modell gab es nur in Baden-Württemberg.                                                                                        |
| Beach          | Stoßleisten, Wärmeschutzverglasung, innenverstellbare in Wagenfarbe lackierte Außenspiegel, Nebelschlussleuchte, Radioanlage beta |
| Bel Ami        | zur Auswahl standen vier Farben (Schwarz, Alpinweiß, Tornadorot und Ravennablau), Wärmeschutzverglasung, Radzierblenden im Sterndesign, Sonnendach (stufenlos aufstellbar und herausnehmbar), Uhr, innenverstellbare Außenspiegel, Tageskilometerzähler, Mittelkonsole |
| College        | Sondermodell für Frankreich, Innenausstattung vom Polo Fox |
| Fancy          | Stoßfänger und Radzierblenden und innenverstellbare Außenspiegel in Wagenfarbe, Wärmeschutzverglasung, 155/70 R 13-Reifen, Zusatzfernscheinwerfer, Sportlenkrad, Nadelstreifen-Innendesign, schwarzer Dachhimmel |
| Hit            | Modell aus Dänemark, Seitenblinker, Rückfahrscheinwerfer, Radzierblenden, beheizbare Heckscheibe, Intervall-Wischer vorn, Halogenhauptscheinwerfer, Radio, „Hit“-Schriftzug an Heck und Heckklappe, Heckklappenumrahmung, Dekorstreifen an den Schwellern, Sitze dem CL ähnlich, schwarze B-Säule. Motoren: 1,05 l 29 kW (40 PS) und 1,3 l 40 kW (50 PS) je nach Ausstattung |
| Jeton          | Ursprünglich als US-Version gedacht. Am 27. Oktober 1989 war Markteinführung. Stoßleisten, Radzierblenden im Sterndesign, abschließbarer Tankdeckel, Wärmeschutzverglasung, Uhr, Tageskilometerzähler, feste Hutablage, Sportlenkrad, innenverstellbare Außenspiegel, Fashion-Karo-Innendesign, Kopfstützen mit dunkelblauem Kunstleder, Aschenbecher im Fond |
| Movie          | Metallic-Lackierung, Wärmeschutzverglasung, Radzierblenden in Sterndesign, Mittelkonsole |
| Shopping       | Debüt 1985. Metallic-Lackierung (Diamantsilber, Lhasa, Stratosblau, Tizianrot), Kotflügelverbreiterung, Schwellerverbreiterung, feste Hutablage, Polster in Design „Perltweed“ oder Kunstleder, Thermo-Choke nur für 29-kW-Motoren. Motoren: 29 kW (40 PS) und 40 kW (55 PS). |
| Perlsilber     | Lackierung in PerlsilberMetallic, grauschwarze Glencheck-Stoffbezüge, Leichtmetallräder in Wagenfarbe mit 155/70 R 13-Reifen, mittlere Dachsäule in Schwarz, Halogenhauptscheinwerfer, Verbundglaswindschutzscheibe, Heckscheibenheizung, Scheiben-Wisch-Wasch-Anlage hinten, Intervall-Wischer vorne mit Zweistufenschaltung. Motoren: 29 kW (40 PS) und 37 kW (50 PS). |
| Peppermint     | Entsprach der Ausstattung des Jeton, Farben Fuchsiarot, Limogeblau, Schwarz, Bermudablau, Wärmeschutzverglasung, Radzierblenden, Dekorstreifen auf Höhe der Rammschutzleisten mit Schriftzug Peppermint unterhalb der hinteren Seitenscheibe, Sitzbezüge mit „Fashion-Karo“-Muster, Radhausverbreiterung, Rammschutzleisten. Dieses Modell gab es nur in Frankreich. Motor 33 kW (45 PS). |
| SP             | Nur als Steilheck (9000 Stück), zur Auswahl standen drei Farben (Bermudagrün metallic, Marsrot, Diamantsilber metallic), Leichtmetallräder mit der Bereifung 155/70-13, innenverstellbare Außenspiegel in Wagenfarbe, Bremskraftverstärker, Sportlenkrad, höhenverstellbare Sportsitze und Türverkleidungen in „Chintz-Stoffbezügen“ passend zur Außenfarbe, Drehzahlmesser, Digitaluhr, Mittelkonsole, Spoilerrahmen um Heckscheibe, Kühlergrill mit zwei Halogen-Zusatzscheinwerfer, Nebelschlussleuchte. Motoren: 1,05 l 29 kW (40 PS), 1,3 l 40 kW (55 PS) und 1,3 l 55 kW (75 PS). |
| Twist          | Wärmeschutzverglasung, rechter Außenspiegel, Radzierblenden und Zierstreifen im Stoßfänger in Wagenfarbe, feste Hutablage, Sundrop-Innendesign |

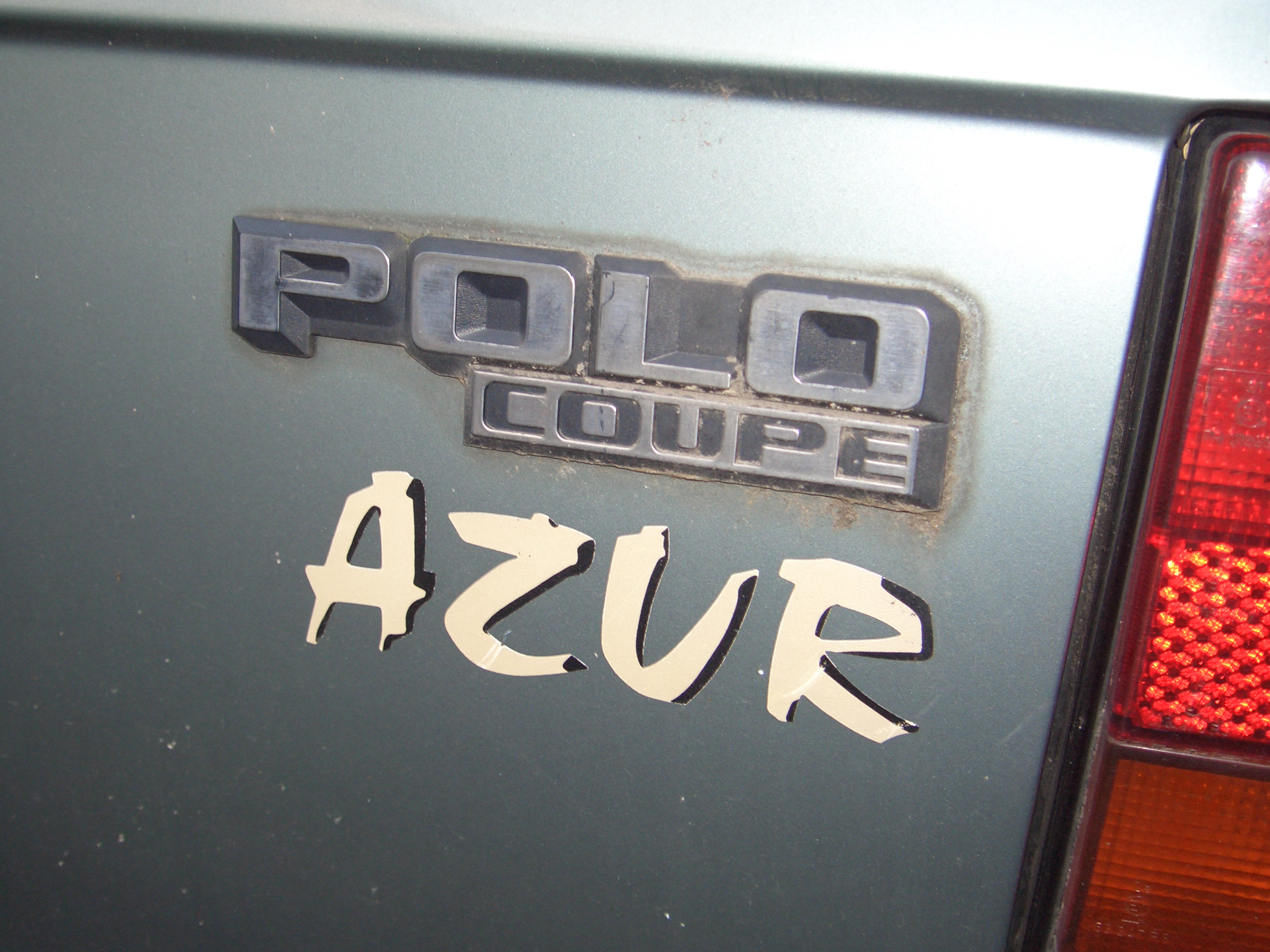
VW Polo II Coupé Azur
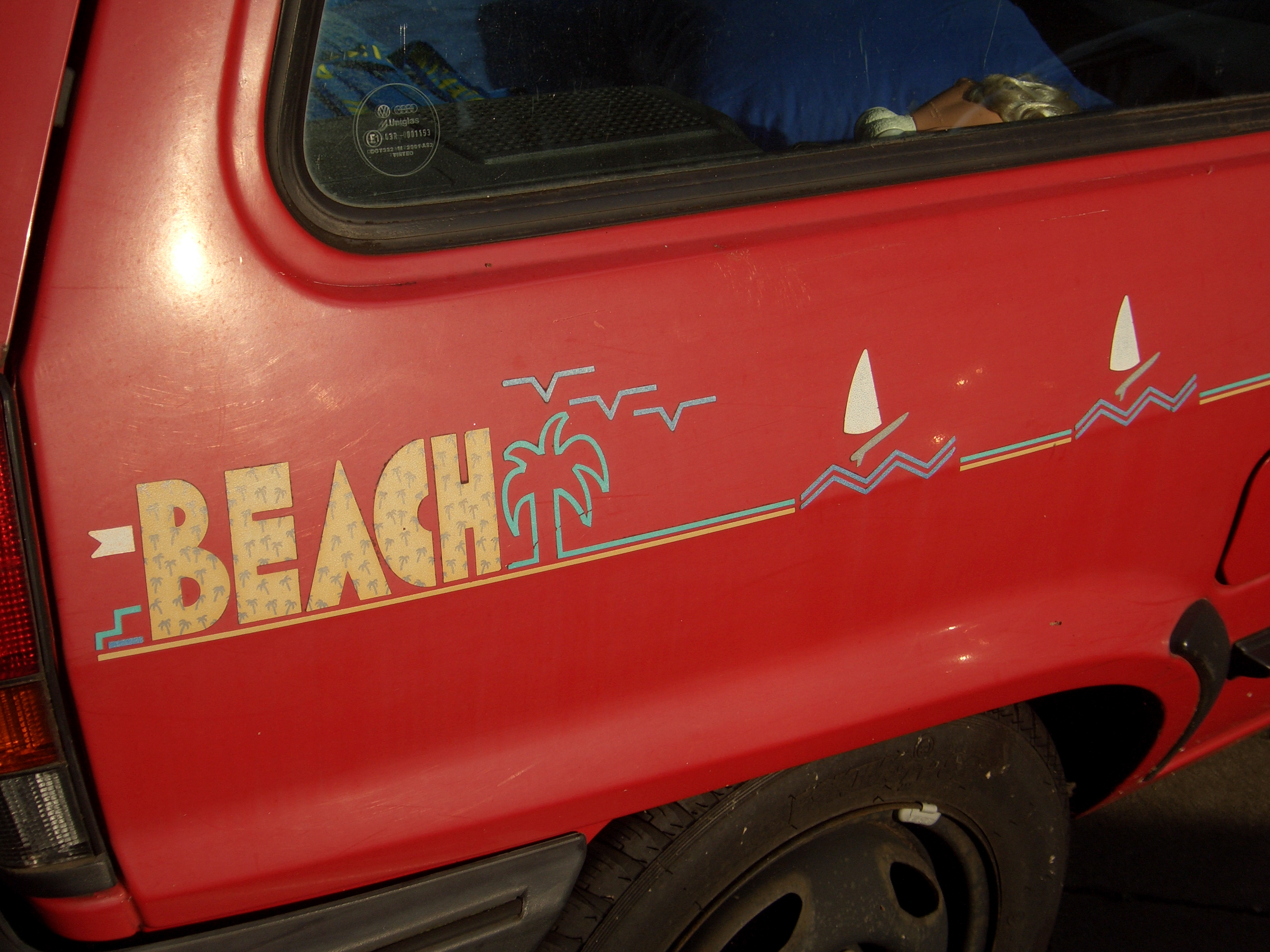
VW Polo II Beach
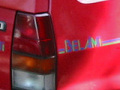
VW Polo II Belami
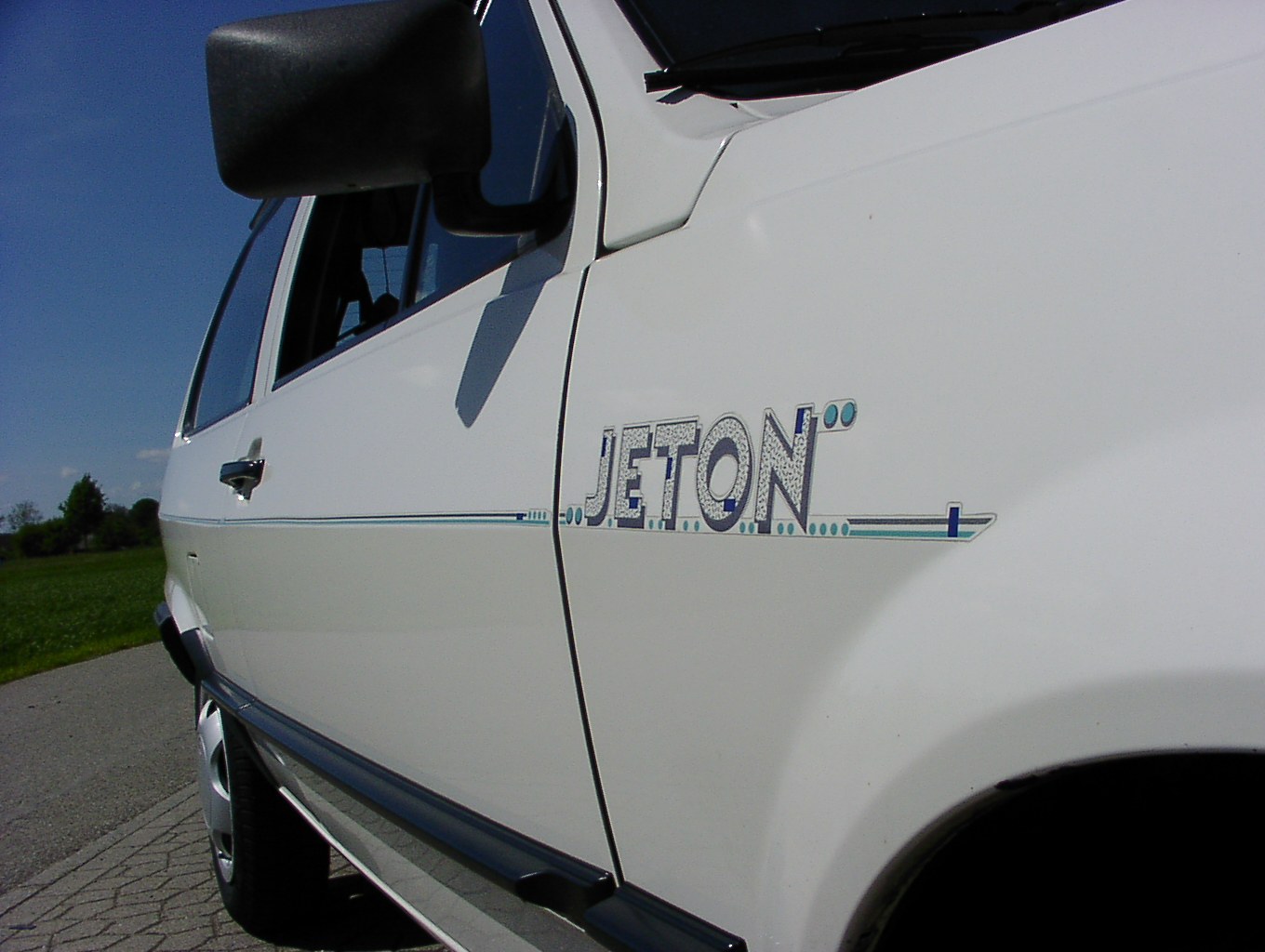
VW Polo II Jeton
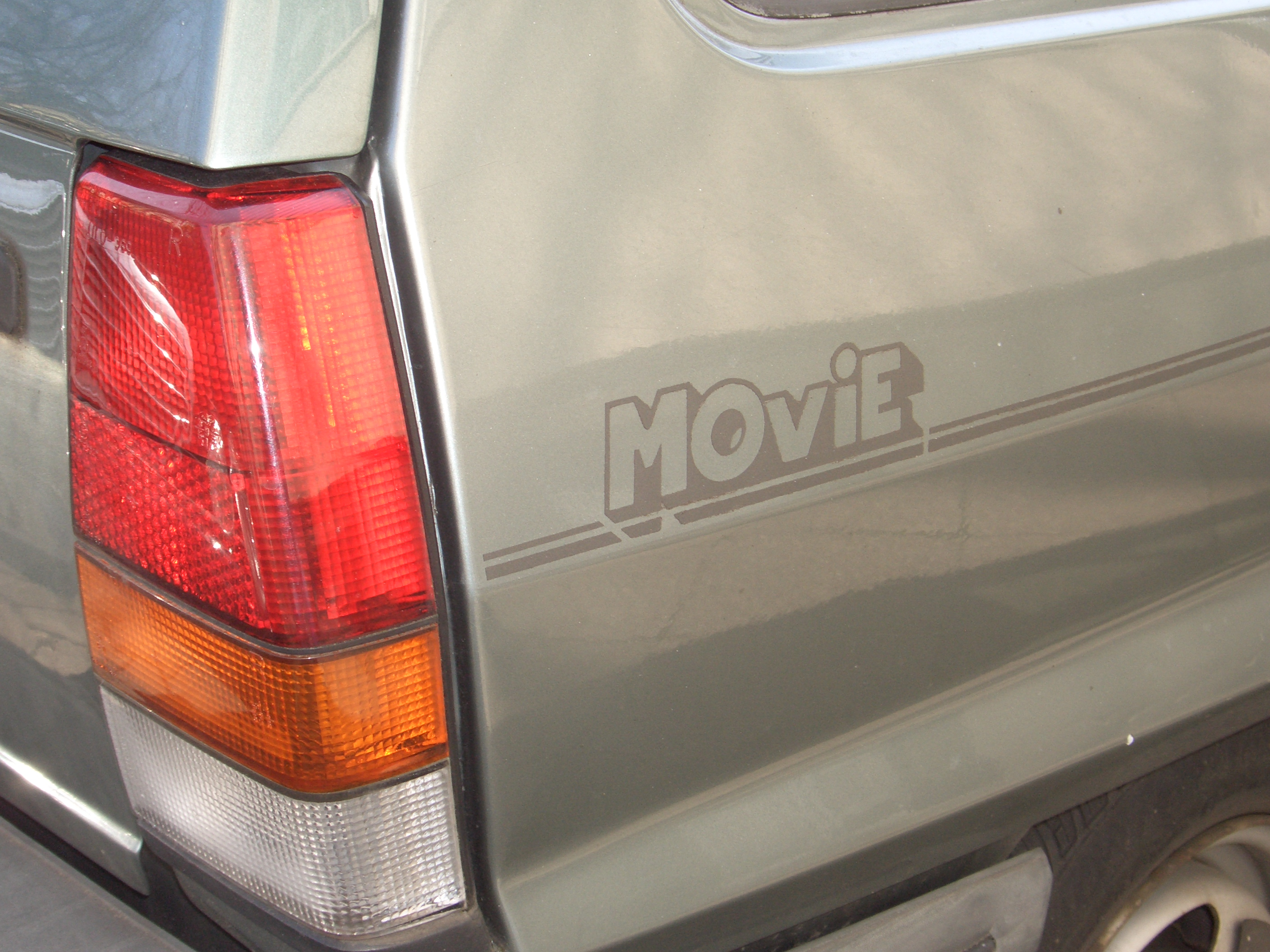
VW Polo II Movie

Der Polo 2F wartete zusätzlich zu Fox, CL und GT mit diesen Sondermodellen auf:
| Modell       | Besonderheiten (u. a.) |
| ------------ | --- |
| Boulevard    | Stoßleisten, Wärmeschutzverglasung, Mittelkonsole, Handschuhfachklappe, Uhr, Tageskilometerzähler |
| CL Extra     | 155/70 R 13-Reifen, Schiebedach, höhenverstellbarer Fahrersitz, Wärmeschutzverglasung, 5-Gang-Getriebe, sonst wie CL |
| GT Extra     | Schiebedach, weiße Blinker, partiell abgedunkelte Heckleuchten, Dachantenne, Radiovorbereitung, Sportsitze, Sportlenkrad, Lederschaltknauf und -schaltmanschette, sonst wie GT |
| Fantasy      | Metalliclackierung, Kühlergrill und Außenspiegel in Wagenfarbe, Wärmeschutzverglasung, 155/70 R 13-Reifen, schwarz-silberne Radzierblenden, Drehzahlmesser, Digitaluhr, Mittelkonsole, Handschuhfachklappe, höhenverstellbarer Fahrersitz, Sportlenkrad, Fußmatten, Innenlichtkontakt für Beifahrerseite, Halter für Verbandkasten und Warndreieck, Magic-Schwarz-Innendesign |
| Fancy        | Modell aus Frankreich, das anfangs nur als Coupé erhältlich war. In Wagenfarbe lackierte Außenspiegel, Kühlergrill, Heckspoiler, Griffleiste am Heck und teillackierte Stoßfänger. Sitzausstatung im „Cosmic“-Design. Alles andere entsprach dem „Style“-Model. Farben waren Tornadorot, Windsorblau metallic, Classicgrün perleffekt und Brillantschwarz metallic. |
| Genesis      | Kotflügelverbreiterungen mit Stoßleisten, BBS-Leichtmetallräder 5,5×13 mit 175/60 R 13-Reifen, teillackierte Stoßfänger, Außenspiegel und Griffleiste am Kofferraum in Wagenfarbe, weiße Frontblinker, Nebelscheinwerfer, schwarz-rote Heckleuchten, Wärmeschutzverglasung, Exklusivlackierung violett-touch-perleffect, Sportsitze und Innenverkleidungen im Sound-Design, zusätzlicher Schriftzug „Genesis“ in den Kopfstützen, bedruckte Tuftingvelours-Fußmatten im vorderen Bereich, Soundanlage Genesis mit Radio gamma und zwei Dreiwegelautsprechersystemen vorne und zwei Zweiwegelautsprechersystemen hinten sowie zwei kleinen Subwoofern, elektronisch verstärkende Dachantenne, 3-Speichen-Sportlenkrad (Leder bei 83 kW/113 PS) mit violettem Zierbalken und Genesis-Schriftzug, Schlüsselanhänger mit Schriftzug „Genesis“ und VW-Zeichen, Drehzahlmesser, Digitaluhr – nur als Coupé mit 40-, 55- und 83-kW-Motoren (55-, 75- und 113 PS) |
| Houston      | Für Frankreich hergestelltes Modell, gab es nur als Coupé. Mit Wärmeschutzverglasung, Rammschutzleisten, Seitenblinker, umklappbare Rücksitzbank ect entsprachen es der CL-Ausstattung. Lediglich die Sitzbezüge und die Türverkleidung hatten ein „Northern Wind“-Design. Motor gab es den 33 kW (45 PS). |
| Laura Ashley | Exclusivlackierung oakgrünmetallic, partiell abgedunkelte Heckleuchten, Stahlschiebedach und BBS-Leichtmetallräder mit 175/60 R 13-Reifen, Lederlenkrad mit Holzeinlagen, Wärmeschutzverglasung, Picknickkorb im Kofferraum, sonst wie GT. Dieses auf 350 Exemplare limitierte Sondermodell wurde nur in Baden-Württemberg angeboten. |
| MC Polo      | Das Fahrzeug wurde für Österreich hergestellt und wurde in 15 verschiedenen Farben (Schwarz, Karibikgrün, Maritimblau, Perlgrau metallic, Mint metallic, Satinsilber metallic, Classicrot, Tornadorot, Windsorblau metallic, Alpinweiß, Montanagrün metallic, Indianrot perleffekt, Brillantschwarz metallic, Stahlblau metallic, Dunkelgrün) angeboten. Wärmeschutzverglasung, Stahlschiebedach, von innen verstellbare Außenspiegel, Türablagekästen, Seitenblinker, Drehzahlmesser und Digitaluhr (für Dieselfahrzeuge Quarzuhr mit Analoganzeige), Zigarettenanzünder, Handschuhfach ohne Klappe, blanke Radvollblenden, Rädergröße 4 1/2 J × 13 und 155/70 R 13-T-Stahlgürtelreifen, Sitzbezüge mit „Modekaro“-Muster. Radiovorbereitung mit zwei Lautsprechern und Stabantenne, Mittelkonsole, Rammschutzleisten. Motoren: 33 kW (45 PS), 40 kW (55 PS) und 35 kW (48 PS) Diesel.                                                                   |
| Mikado       | Stoßleisten, Radzierringe in Wagenfarbe, Radioanlage alpha, Sitzbezüge im „Harlekin“-Muster, feste Hutablage, Uhr, Tageskilometerzähler |
| Prego        | Für die Niederlande hergestelltes Sondermodell, nur als Coupé- oder Steilheck-Variante. Wärmeschutzverglasung, weiße Blinker, partiell abgedunkelte Rückleuchten (nur Coupé), teillackierte Stoßfänger, lackierter Kühlergrill, in Wagenfarbe angepasste verstellbare Außenspiegel, Dreispeichen-Sportlenkrad, Tacho mit Drehzahlmesser, Seitenblinker, Stahl-Schiebedach, lackierte Griffleiste an der Heckklappe, Mittelkonsole, Sportsitze, 155/70 R 13 und Coupé mit 165/65 R 13, Radhausverbreiterung, Radiovorbereitung, Sportsitze im „Cosmic“-Design, Lacke: Maritim blau, Tornadorot, Classicgrün perleffeckt, Windsorblau metallic, Brillantschwarz metallic. |
| Pretty       | Nur in Frankreich erhältlich, mit 155/70 R 13-Reifen, Jubile-Innendesign |
| Scot         | 155/70 R 13-Reifen, 5-Gang-Getriebe, Radioanlage alpha Stereo mit Lautsprechern im Armaturenbrett oben, Modekaro/Color-Flecht-Karo-Innendesign, keine Uhr, kein Drehzahlmesser, kein Zigarettenanzünder, Handschuhfach ohne Klappe, von innen verstellbare Außenspiegel, feste Hutablage, Plakette Scot auf der Heckklappe. |
| Style        | 165/65 R 13-Reifen (nur Coupé), optionales Fünfganggetriebe, Alpha-Radio, Dunkel lackierte Radblenden, Wärmeschutzverglasung, Schiebedach, Dachreling (bei Steilheck), Außenspiegel in Wagenfarbe, Heckspoiler (beim Coupé), Kühlergrill, untere Stoßfänger und Außenspiegel in Wagenfarbe, weiße Blinker, partiell abgedunkelte Heckleuchten, Sportsitze, Sportlenkrad, Zigarettenanzünder, Mittelkonsole, Ladekantenabdeckung, Drehzahlmesser, Digitaluhr, Handschuhfachklappe |
| Tropic       | Fahrzeug hergestellt für Frankreich, gab es in zwei Metalliclackierungen Montanagrün und Stahlblau, grüne Wärmeschutzverglasung, silberne Radzierblenden, Sitzbezüge im „Submarine“-Dessin, farblich angepasste Türverkleidungen, Stahlschiebedach, Motor: 33 kW (45 PS). |
| Peppermint   | französisches Sondermodell auf der Basis des „Fox“, wurde als Coupé und Steilheck angeboten, in den Lackierungen Alpin weiß, Maritimeblau, Karibikgrün, Fuchsia, Windsorblau metallic, Mintgrün metallic und Perlgrau metallic erhältlich, Seitenblinker in den vorderen Kotflügeln, von innen verstellbare Außenspiegel, abschließbarer Tankdeckel, Kosmetikspiegel, Dekorstreifen auf der Gürtellinie mit Schriftzug Peppermint, Tachoeinheit mit analoger Uhr, Gepäckraumabdeckung mit Teppichbelag, Stoffsitzbezüge im „Tricolor-Diagonalstreifen“-Design. Motoren: 33 kW (45 PS) und 35 kW (48 PS) Diesel. |
| Universal    | Dachreling (bei Steilheck), 155/70 R 13-Reifen, Wärmeschutzverglasung, Uhr, Tageskilometerzähler, geteilte Rückbank, Radioanlage beta, „Northern-Winds“-Innendesign |

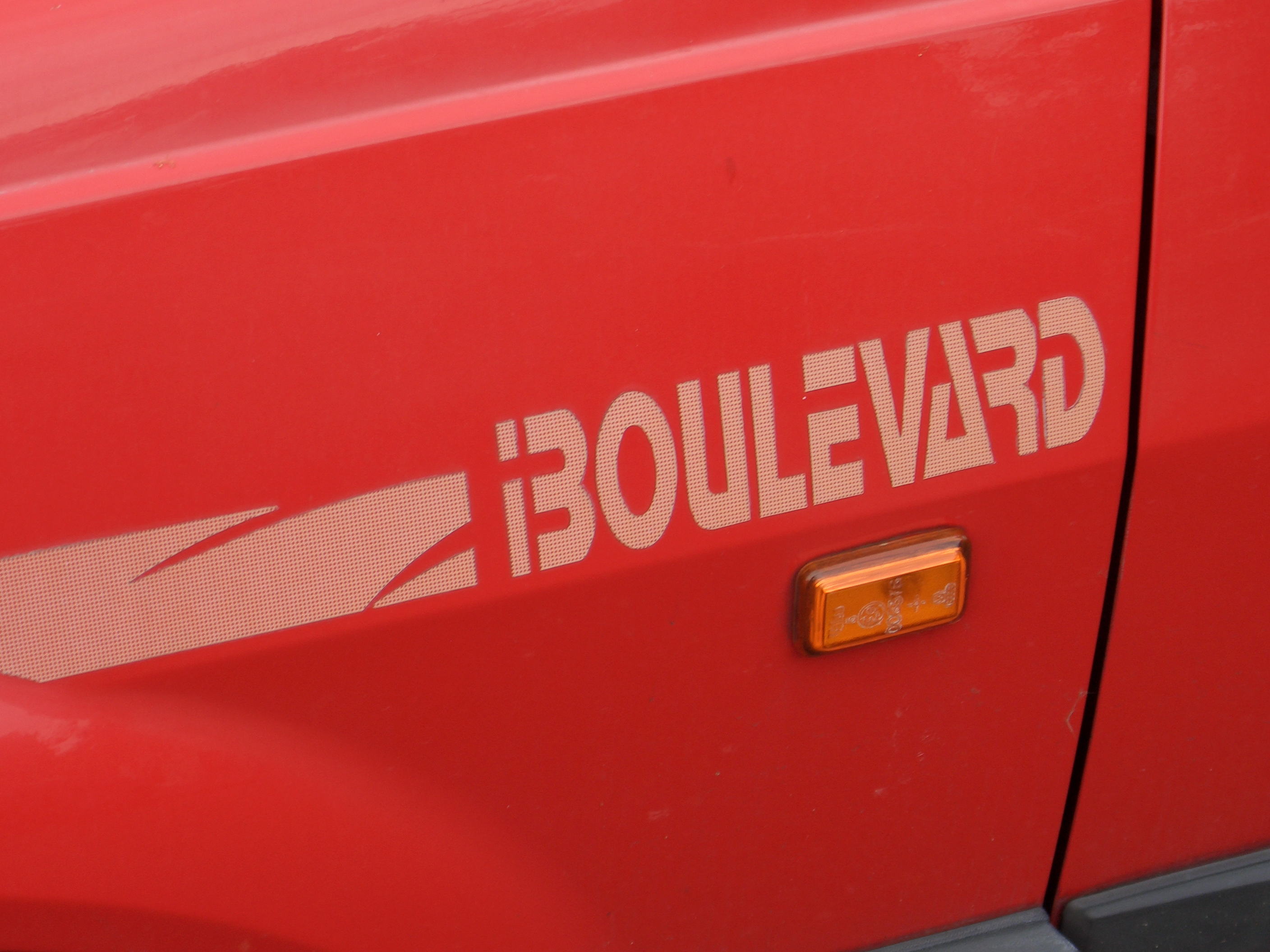
VW Polo II Boulevard
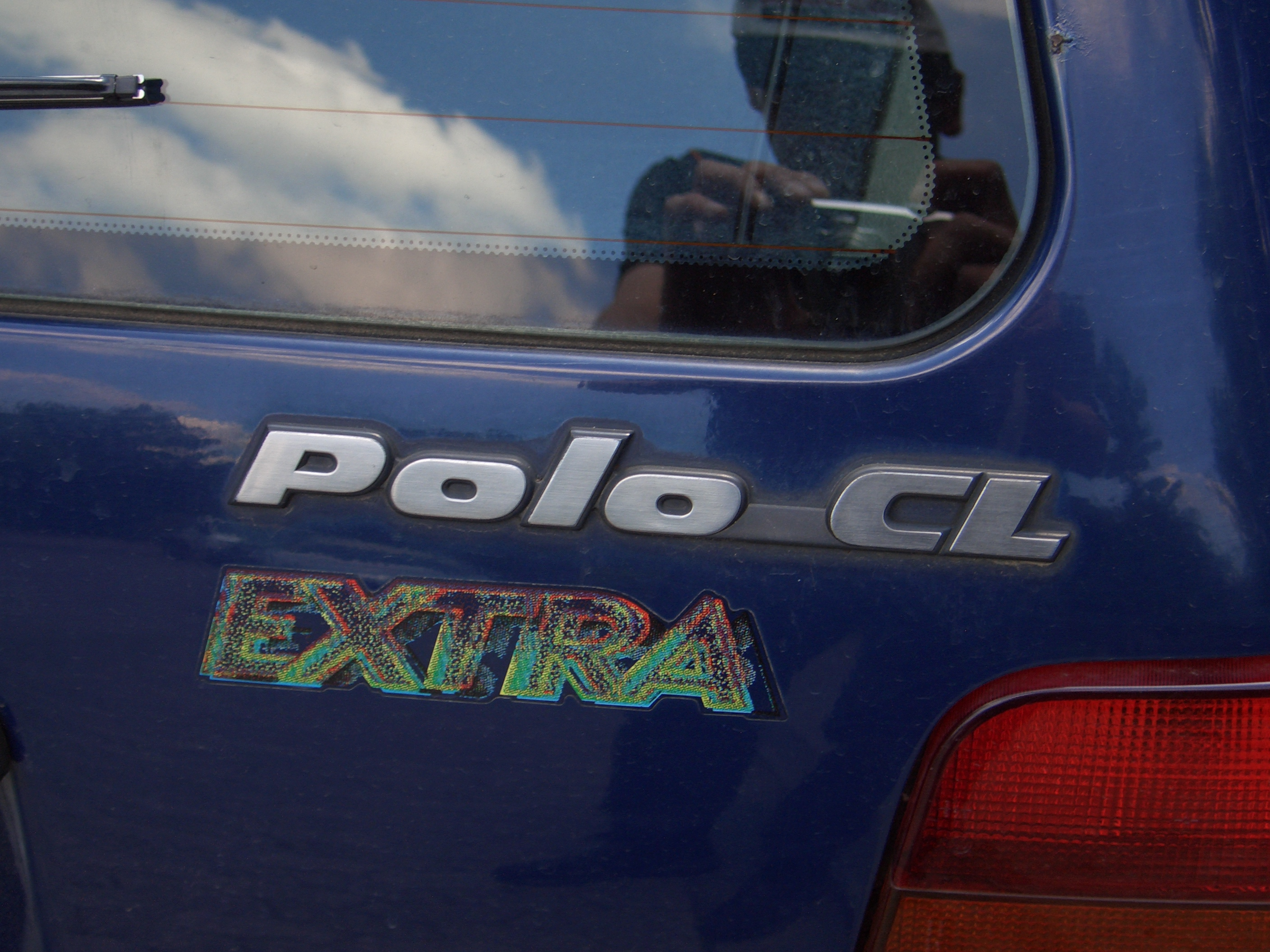
VW Polo II CL Extra
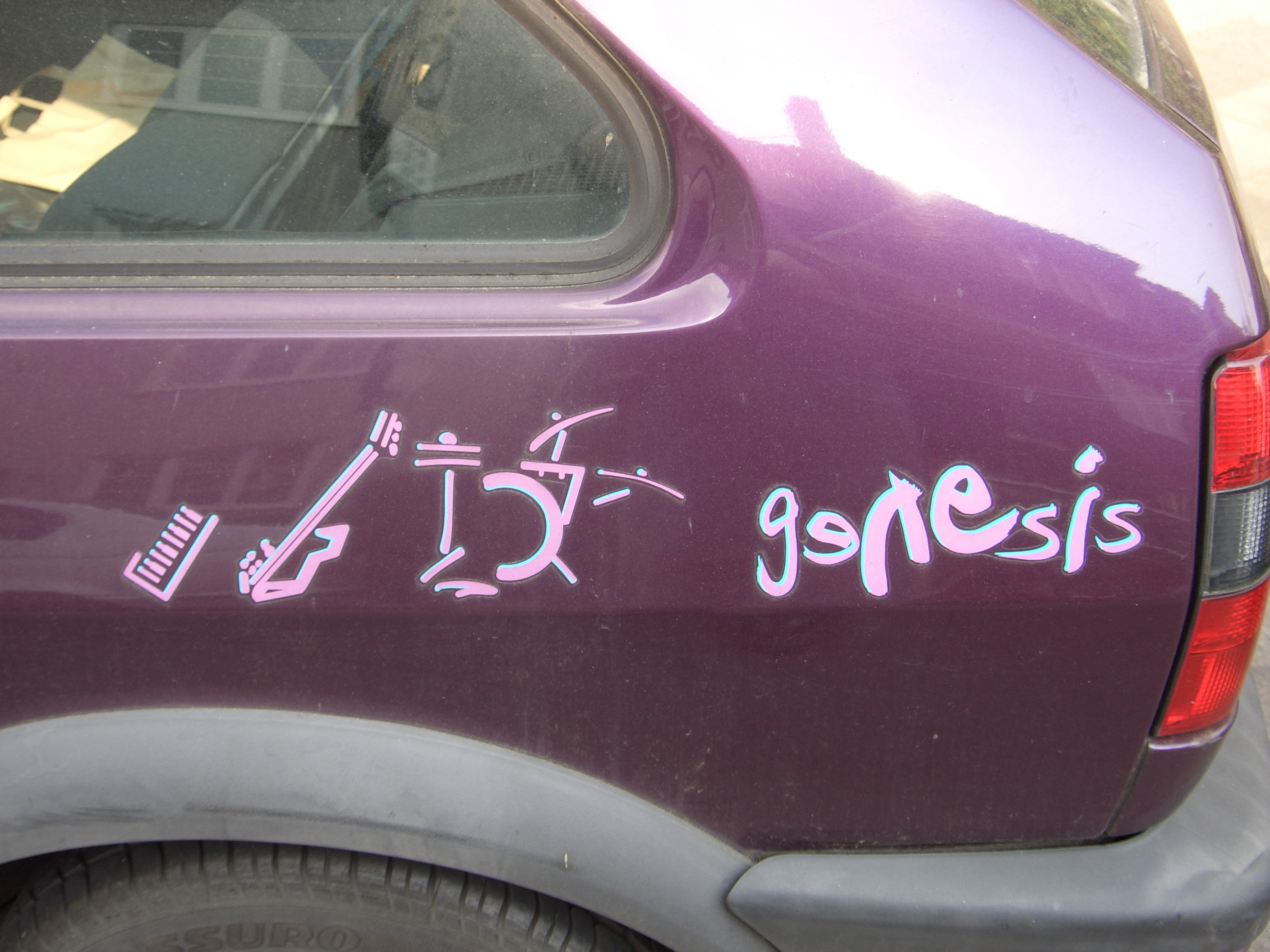
VW Polo II Genesis
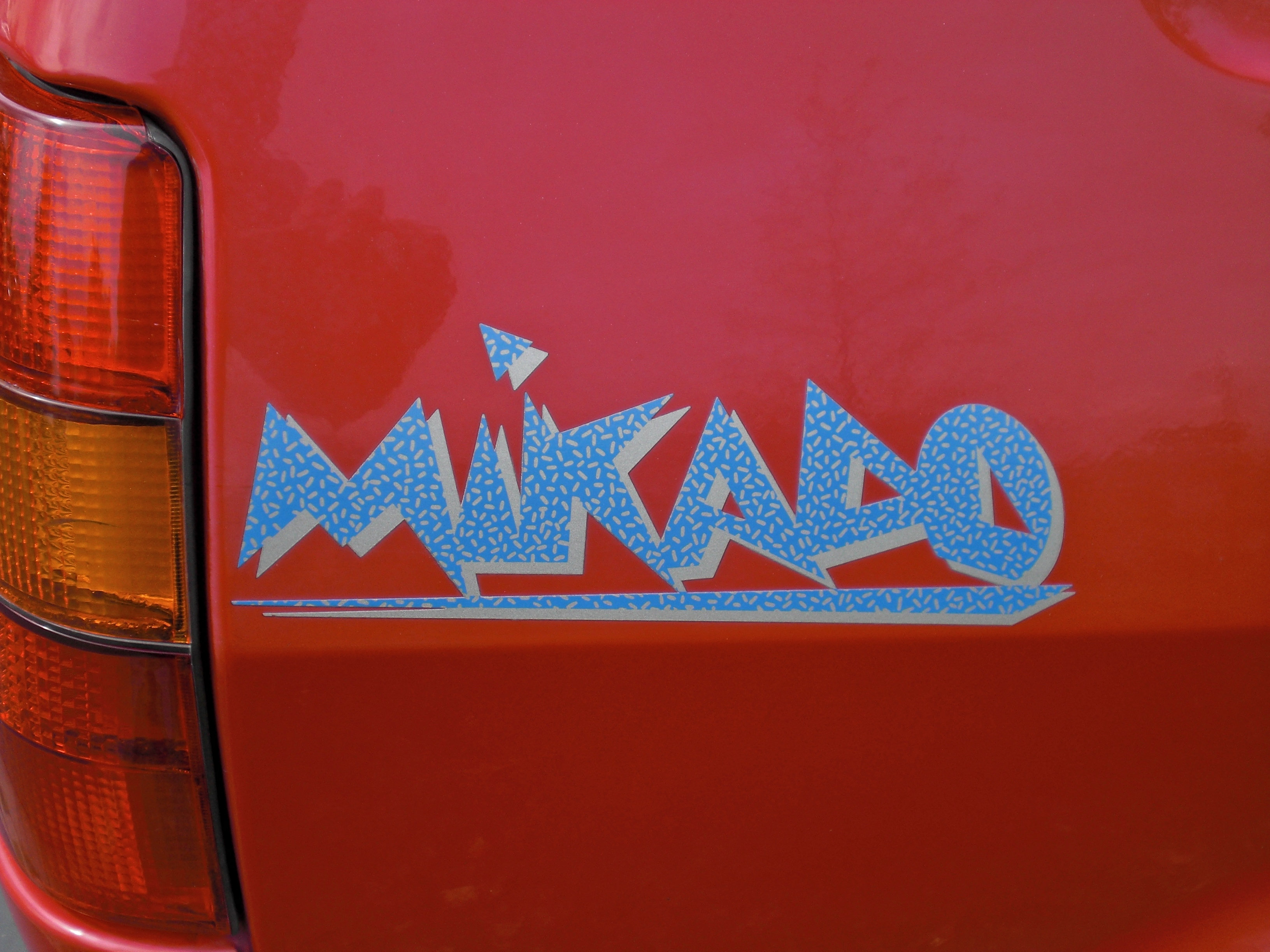
VW Polo II Mikado
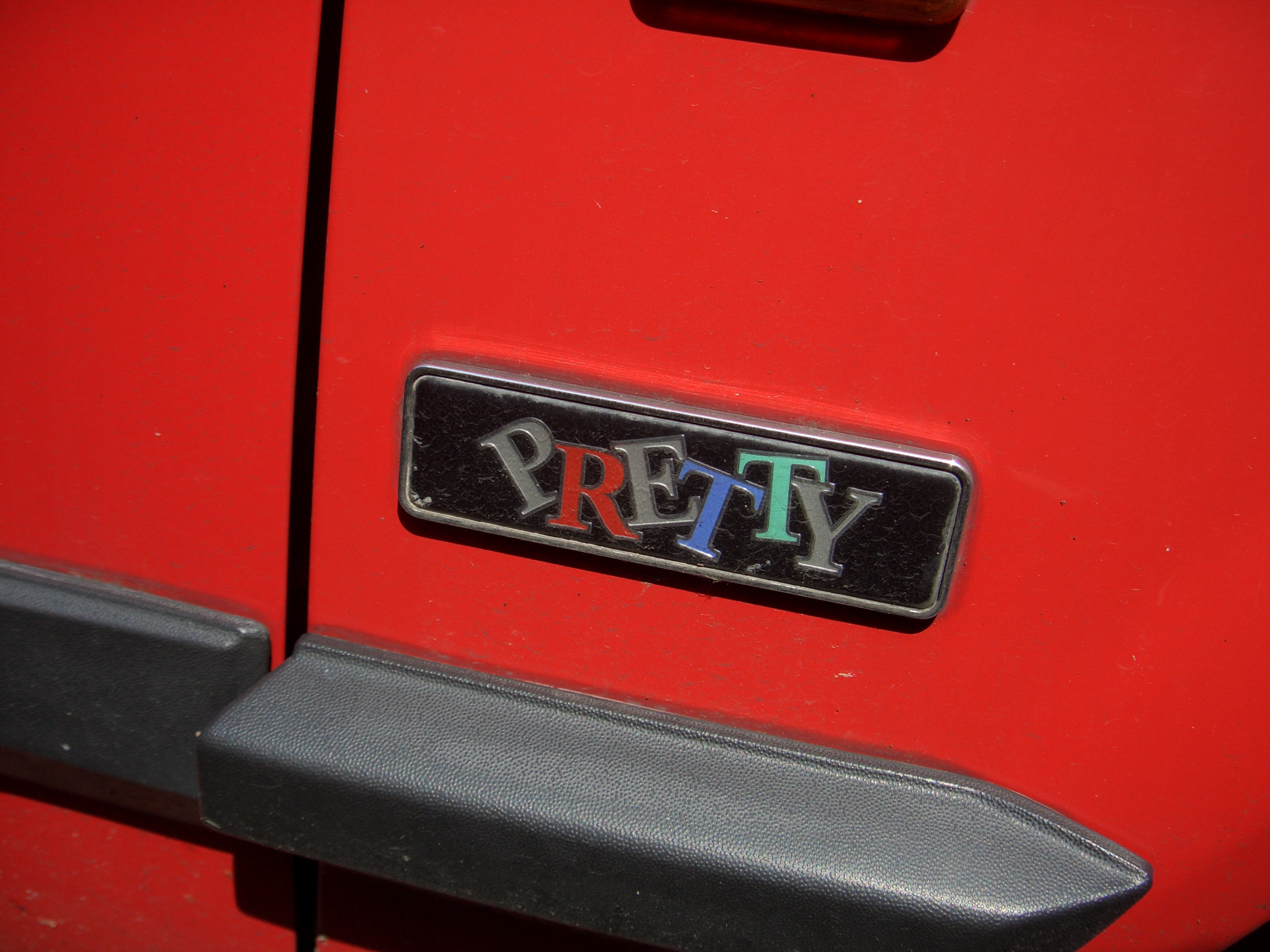
VW Polo II Pretty
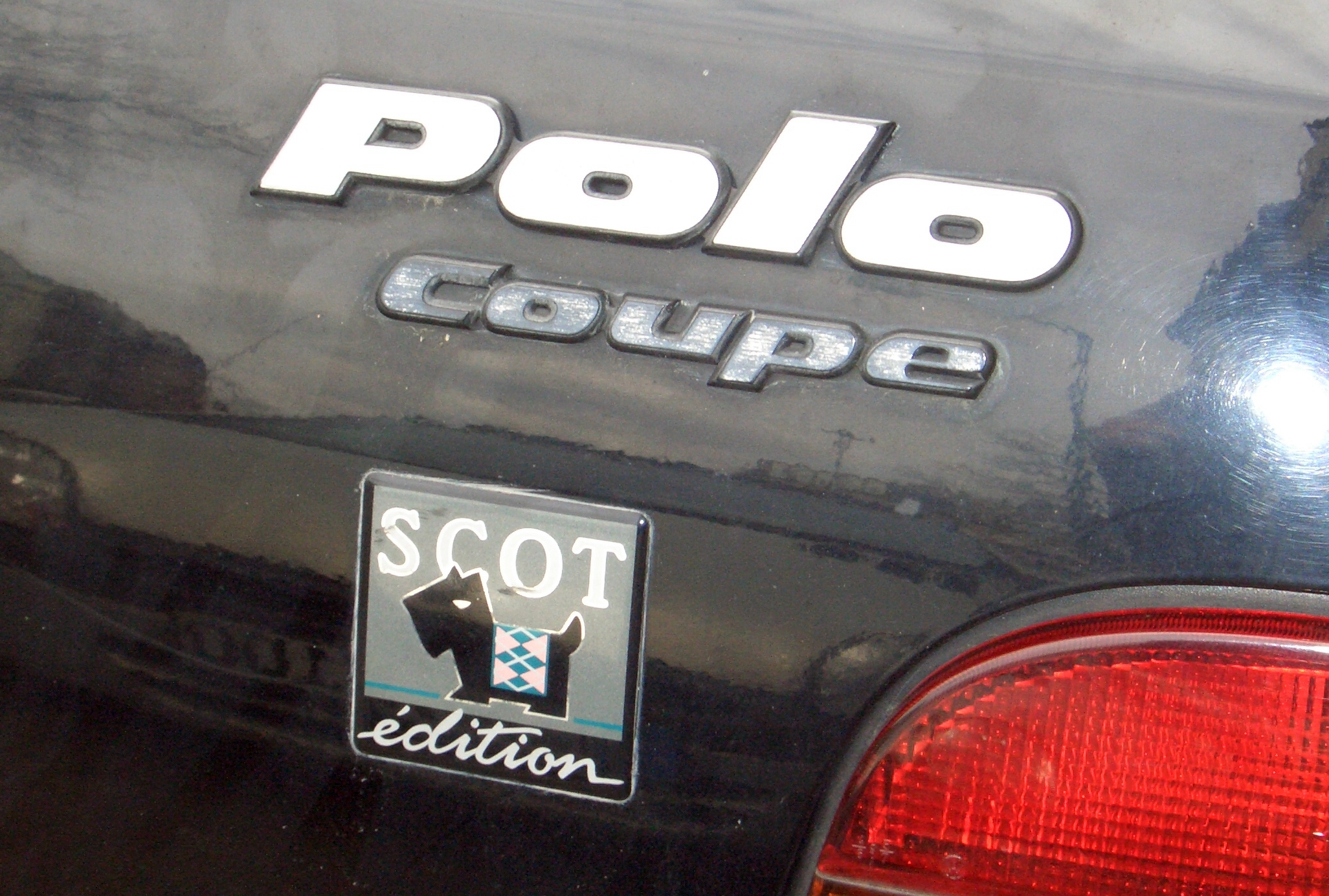
VW Polo II Scot Edition
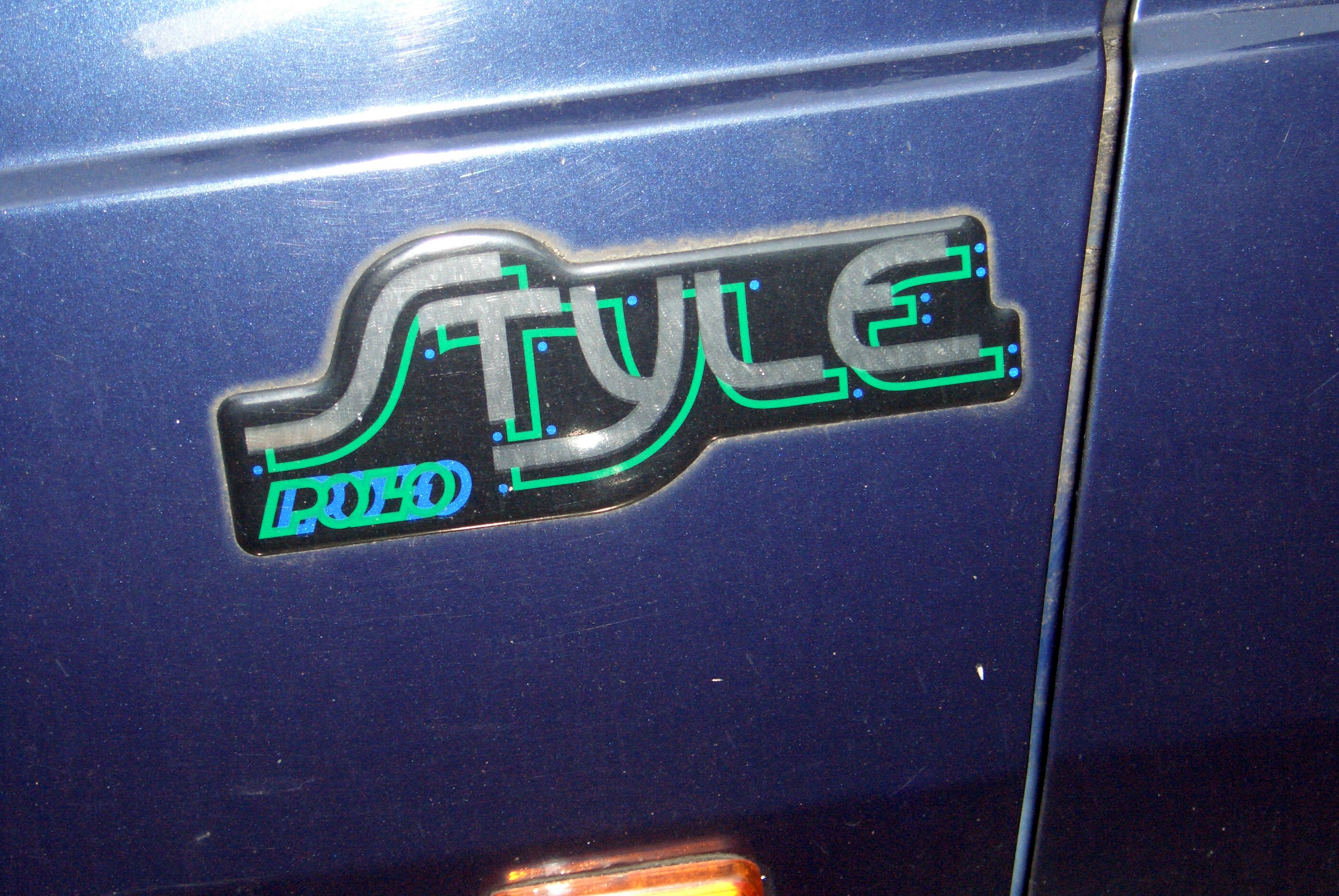
VW Polo II Style
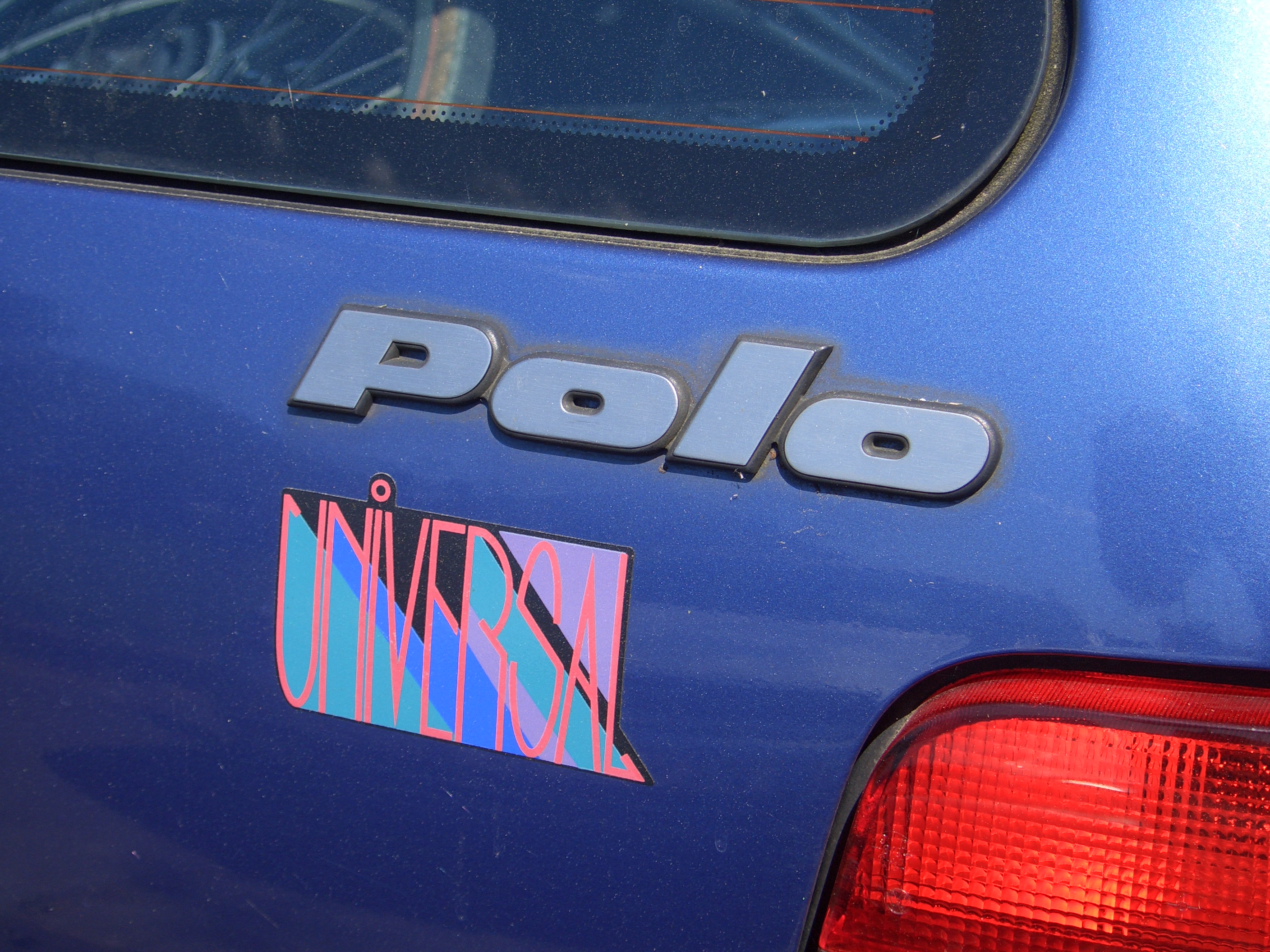
VW Polo II Universal
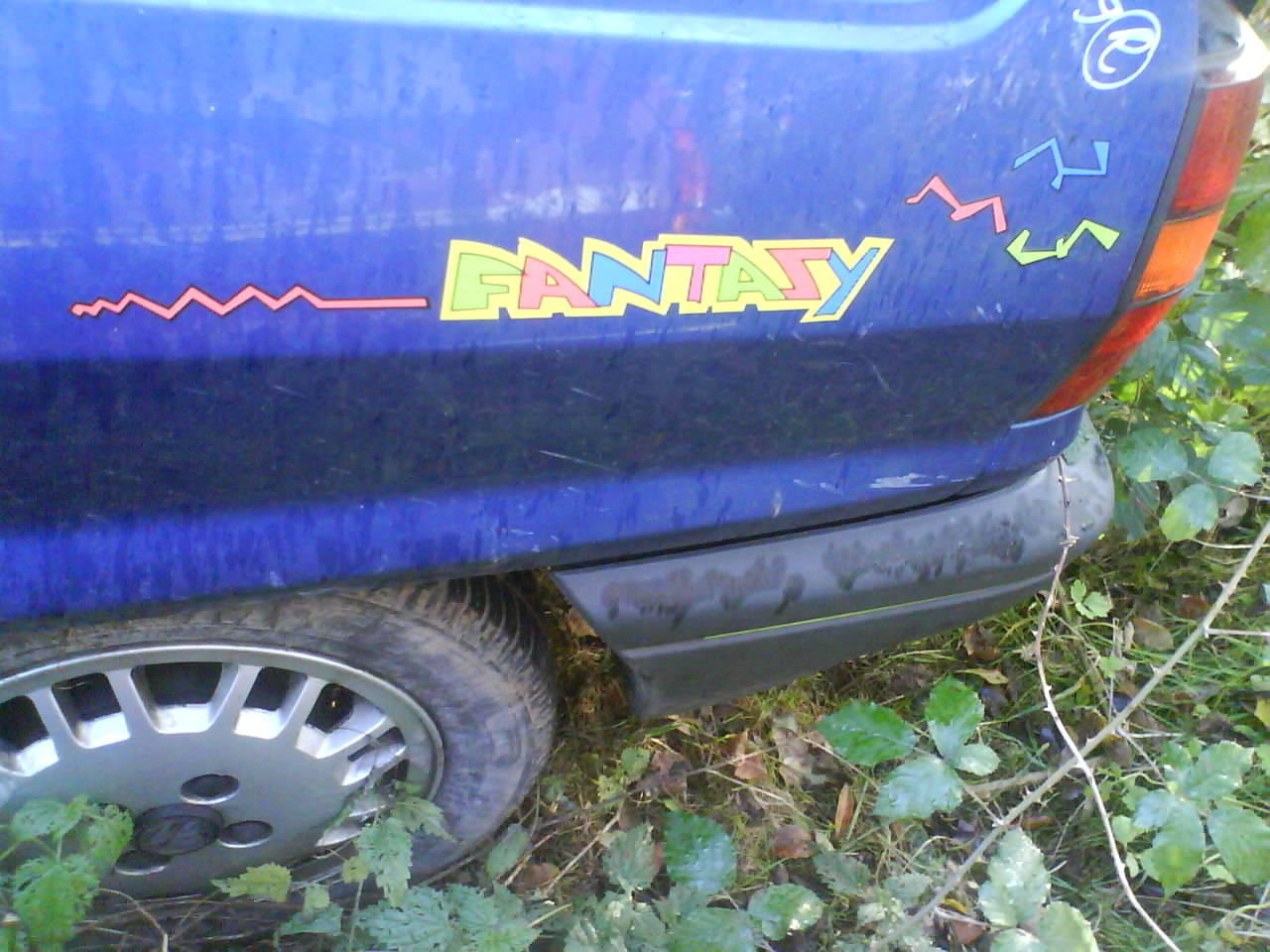
Polo 2f Fantasy
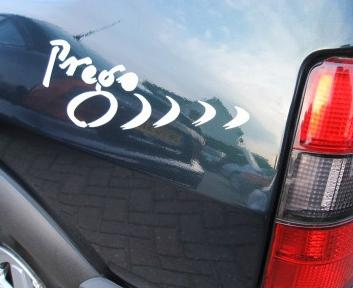
Polo II Prego

### Serienausstattungen
Der Fox hatte als Basismodell in den letzten Modelljahren folgende Grundausstattung (Auswahl):
- Außenfarbe Tornadorot, Maritimblau, Karibikgrün oder Alpinweiß
- farblich abgestimmter Fox-Folienschriftzug am hinteren Seitenteil und an der Heckklappe
- kleiner Steinschlagschutz an den hinteren Radhäusern
- Dreispeichenlenkrad
- Vordersitze und Rückbank im Tricolor-Diagonal-Streifen-Design, dazu passende glatte Tür- und hintere Seitenverkleidungen
- Kopfstützen in der Höhe verstellbar
- Tachometer bis 200 km/h, fünfstelliger Kilometerzähler
- Tankuhr
- Kühlmitteltemperaturanzeige
- schwarzer Bodenteppichvlies
- feste Gepäckraumabdeckung mit Teppichbelag
- seitliche Blinkleuchten (ab Modelljahr 1991)
- silbern lackierte 4½ J × 13-Stahlräder im Lochdesign, 145 R 13-Reifen

Der CL unterschied sich zum Fox durch folgende Serienausstattungen:
- Außenfarben wie beim Fox
- CL-Schriftzug an der Heckklappe
- schwarz verkleidete B-Säulen
- schwarze Stoßleisten an der Flanke
- Klappe für das Ablagefach im Armaturenbrett (Handschuhfachklappe)
- Haltegriff für den Beifahrer
- Mittelkonsole
- Ascher im Fond
- Vordersitze und Rückbank im Rainbow-Design in Schiefergrau und Mauritiusblau, dazu passende Tür- und hintere Seitenverkleidungen mit Stoffbezug
- schwarzer oder dunkelblauer velourierter Bodenteppichvlies
- seitliche Gepäckraumverkleidung (Sonderausstattung)
- sechsstelliger Kilometerzähler mit Tageskilometerzähler
- analoge Quarzuhr
- beleuchteter Zigarettenanzünder
- Halterung für Verbandkasten und Warndreieck
- Türkontakt für Innenlicht auch auf der Beifahrerseite
- schwarz lackierte 4½ J × 13-Stahlräder im Sterndesign, silberne Radzierblenden im Sterndesign, 145 R 13-Reifen (bei 55-kW-Motor (75 PS): 155/70 R 13-Reifen)

Der GT wartete gegenüber dem CL mit weiteren Einzelheiten auf:
- Außenfarbe Schwarz, Tornadorot, Classicrot, Karibikgrün, Satinsilber, Perlgrau Metallic oder Alpinweiß
- roter Zierstreifen in den Stoßfängern
- schwarze VW-Embleme und roter GT-Schriftzug auf dem Kühlergrill und der Heckklappe
- schwarze Kotflügelverbreiterung und Schwellerverkleidung beim Coupé
- schwarze hintere Kennzeichenmulde
- Dreispeichen-Sportlenkrad
- vordere Sportsitze (Fahrersitz höhenverstellbar) und Rückbank im Joker-Design, dazu passende Tür- und hintere Seitenverkleidungen mit Stoffbezug im oberen und Kompaktfolie im unteren Bereich
- Kopfstützen in der Höhe und in der Neigung verstellbar
- Drehzahlmesser statt Analoguhr
- Digitaluhr
- schwarz lackierte 4½ J × 13-Stahlräder im Sterndesign, schwarz-silberne Radzierblenden im Sterndesign, 155/70 R 13-Reifen (bei Coupé: 5½ J × 13-Stahlräder mit 165/65 R 13-Reifen)
- BBS-Leichtmetallräder im Kreuzspeichendesign in 5½ J × 13 et38, nur für G40, Sondermodelle Genesis und Laura Ashley

Der G40 verfügt zusätzlich zum GT über:
- Außenfarbe Schwarz, Tornadorot, Verkehrspurpur, Maritimblau oder Alpinweißoder „Grünperleffekt“
- schwarze VW-Embleme und roter G40-Schriftzug auf dem Kühlergrill und der Heckklappe
- Scheibenwischer auf der Fahrerseite mit Spoiler
- Dreispeichen-Sport-Lederlenkrad
- Lederschaltknauf und -schaltsack
- vordere Sportsitze (Fahrersitz höhenverstellbar) und Rückbank im LeMans-Karo-Design, dazu passende Tür- und hintere Seitenverkleidungen mit Stoffbezug im oberen und Kompaktfolie im unteren Bereich
- Nebelscheinwerfer
- weiße Frontblinker ab Mj.1992
- partiell abgedunkelte Rückleuchten ab Mj. 1992
- Radiovorbereitung, Frontlautprecher, Dachantenne
- Tachometer bis 240 km/h
- 5½ J × 13-BBS-Leichtmetallräder, 175/60 R 13H-Reifen

Stand: August 1992

### Sonderausstattungen
- größere Batterie (1)
- Kassettenablage in der Mittelkonsole (2)
- Dachreling für Steilheck
- Faltschiebefach für Steilheck
- Kombiinstrument mit Drehzahlmesser und Digitaluhr (1) (2) (3)
- Kombiinstrument mit Analoguhr
- leistungsfähigere Lichtmaschine (65A statt 55A)
- Kunstlederausstattung für Fox
- Metallic-Lackierung bzw. Sonderfarbe tornadorot (3)
- Nebelscheinwerfer
- Scheinwerferreinigungsanlage
- Radioanlage
  - alpha mit zwei Frontlautsprechern
  - beta mit zwei Frontlautsprechern
  - gamma mit je zwei Front- und Hecklautsprechern
- Leichtmetallräder Zolder (4½ J × 13) oder Hockenheim (2) (5½ J × 13)
- Stahlräder (4½ J × 13), (5½ J × 13) mit Reifen 155/70 R 13, 165/65 R 13 oder 175/60 R 13
- beheizbare Scheibenwaschdüsen vorn
- Stahlschiebedach
- höhenverstellbarer Fahrer-, (3) Beifahrersitz, Sportsitze, (3) Sitzheizung (3), mittig geteilte Rückbank (3)
- Sportlenkrad (2)
- verstärkte Stoßdämpfer vorn und hinten
- Verbandkasten- und Warndreieckhalterung
- grüne Wärmeschutzverglasung

## Motorkennbuchstaben
| Motorkenn- buchstaben | kW (PS)  | Hubraum/cm³ | Baujahr        | Bemerkung                                       |
| AAK                   | 33 (45)  | 1043        | 01/90 – 07/90  | Polo, Polo Coupé, Mono-Jetronic, Kat            |
| AAU                   | 33 (45)  | 1043        | 08/90 – 07/94  | Polo, Polo Coupé, Monomotronic, Kat             |
| AAV                   | 40 (54)  | 1272        | 01/91 – 07/94  | Polo, Polo Coupé, Monomotronic, Kat             |
| ACM                   | 33 (45)  | 1043        | 02/92 – 12/92  | Polo, Polo Coupé                                |
| GK                    | 55 (75)  | 1263/1272   | 07/82 – 07/90  | Polo, Polo Coupé, Derby Pierburg 2E3            |
| GL                    | 29 (40)  | 1043        | 10/81 – 10/86  | Polo, Polo Coupé, Derby Pierburg Solex PIC-31-7 |
| GT                    | 43 (58)  | 1272        | 07/83 – 12/88  | Polo, Polo Coupé, Derby 'CH','S'                |
| HB                    | 37 (50)  | 1093        | 10/81 – 07/83  | Polo, Polo Coupé, Derby                         |
| HH                    | 44 (60)  | 1272        | 10/81 – 07/83  | Polo, Polo Coupé, Derby                         |
| HJ                    | 43 (59)  | 1272        | 10/81 – 07/82  | Polo, Polo Coupé, Derby                         |
| HK                    | 40 (54)  | 1272        | 08/83 – 07/85  | Polo, Polo Coupé, Derby                         |
| HW                    | 37 (50)  | 1272        | 08/83 – 07/84  | Polo, Polo Coupé, Derby 'A'                     |
| HZ                    | 33 (45)  | 1043        | 08/85 – 01/92  | Polo, Polo Coupé                                |
| MH                    | 40 (54)  | 1272        | 08/85 – 12/88  | Polo, Polo Coupé, Derby                         |
| MN                    | 33 (45)  | 1272        | 06/86 – 07/90  | Polo, Polo Coupé Diesel                         |
| NU                    | 37 (50)  | 1272        | 08/85 – 12/87  | Polo, Polo Coupé 'A'                            |
| NZ                    | 40 (54)  | 1272        | 05/87 – 12/94  | Polo, Polo Coupé, Digijet, Kat                  |
| PY                    | 85 (115) | 1272        | 01/87 – 08/90  | Polo Coupé GT G40, Digifant                     |
| PY                    | 83 (113) | 1272        | 01/91 – 07/94  | Polo Coupé GT G40, Digifant, GKat               |
| 1W                    | 35 (48)  | 1398        | ,08/90 – 07/94 | Polo Diesel                                     |
| 2G                    | 40 (54)  | 1272        | 01/89 – 07/94  | Polo, Polo Coupé                                |
| 3F                    | 55 (75)  | 1272        | 10/89 – 07/94  | Polo, Polo Coupé, Digifant, Kat                 |
| 3F                    | 57 (78)  | 1272        | 10/89 – 07/92  | Polo, Polo Coupé, Digifant                      |
| MM                    | 85 (115) | 1272        | 01/89 – 07/89  | Polo Coupé GT CUP-G40, Digifant                 |